# 置賜地方
| 置賜地方のデータ |                                                  |
| 面積             | 2,495.52 km2 （全県比：26.8%） （2010年10月1日） |
| 国勢調査         | 226,989 人 （全県比：19.4%） （2010年10月1日）   |
| 推計人口         | 187,727 人 （全県比：18.7%） （2025年3月1日）    |

山形県 地域区分図
■紫：庄内地方■青：最上地方■橙：村山地方■緑：置賜地方

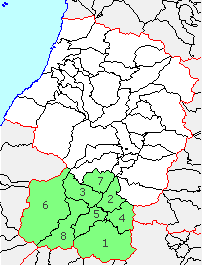
置賜地方の自治体
1. 米沢市2. 南陽市3. 長井市4. 高畠町5. 川西町6. 小国町7. 白鷹町8. 飯豊町

置賜地方（おきたまちほう・おいたまちほう）は、日本の山形県の内陸部南部を指す地方名である。大観的に「おきたま」「おいたま」どちらの発音も同義として解釈されるが、「おきたま」の方が古い語である。これは日本語発音上でのイ音便と呼ばれる変遷の一例で、埼玉（さきたま→さいたま）、大分（碩田：おおきた→おおいた）なども同様の例である。一例として観光協会やJAは「おきたま」を、駅名や置賜紬は「おいたま」を使用している。
置賜地方には、南東部の米沢市を中心とした米沢都市圏、それに北接する南陽市を中心とした南陽都市圏、両者の西に接する長井市を中心とした長井都市圏の3つの都市圏が認められる。

## 地理
置賜地方は、旧郡の置賜郡一帯に相当する地域名称で、四方を奥羽山脈や吾妻山地、飯豊山地などの山に囲まれている。東は宮城県や福島県福島市と接しており、北に山形県村山地方、南に福島県会津地方、北西に庄内地方、新潟県下越地方と接する。
置賜地方は、庄内地方に河口を持つ最上川の上流部にあたる米沢盆地と、下越地方に河口を持つ荒川の上流部にあたる小国盆地（小国町）の2つの流域があり、両者は出羽山地の分水嶺で分けられる。小国町は下流の新潟県村上市などとの交流が盛んであるため、置賜地方は、小国町とその他の地域の2つに大きく生活圏が分かれている。
県庁所在地である山形市を中心とする村山地方は、政経両面で山形県の中枢部となっているが、村山地方から東京への陸上交通には、置賜地方を通って福島県に至る山形新幹線と国道13号がある。ただし、高速道路についてはかつて村山地方から宮城県に直接入って東北自動車道と繋がる山形自動車道のみであり、置賜地方を通過しなかった。最近になって、置賜地方を通って福島市で東北道と繋がる東北中央自動車道の福島大笹生ICから米沢北IC間が開通し、置賜地方に高速道路が通るようになった。
南側の福島県会津地方との間は国道121号、西側の新潟県下越地方との間は米坂線と国道113号で繋がる。

## 気候
盆地であるため、一日のうちの寒暖の差が大きい。冬期間は、日本海からの季節風の影響で、豪雪地帯として知られる。高地を利用した放牧畜産が盛んで、米沢牛が有名である。

## 天気予報等に関する細分区域
天気予報や警報・注意報の細分区域における山形県の置賜地方は、さらに東南置賜と西置賜に分けられる。東南置賜には米沢市、南陽市、高畠町、川西町が該当し、西置賜には長井市、小国町、白鷹町、飯豊町が該当する。

## 行政
行政的には、置賜総合支庁が管轄するエリアである。中心都市は米沢市。山形県に統合する以前は、置賜県が置かれた時期もあった。現在の市町村区分は以下の通り。
- 米沢市
- 南陽市
- 長井市
- 東置賜郡
  - 高畠町 - 川西町
- 西置賜郡
  - 小国町 - 白鷹町 - 飯豊町

### 変遷表
明治22年4月1日の米沢市合併（館山村、口田沢村、吹屋敷村、赤芝村、塩野村、片子村、三沢村、赤崩村、笹野村、遠山村）の分については割愛する。
| 江戸時代以前 | 幕末 - 明治11年       | 所 属 郡    | 明治11年 置賜郡分割 | 明治11年 - 明治22年    | 明治11年 - 明治22年    | 明治22年 4月1日 町村制施行 | 明治22年 - 明治32年              | 明治33年 - 昭和24年                      | 昭和25年 - 昭和29年          | 昭和30年 - 昭和39年                         | 昭和30年 - 昭和39年                         | 昭和40年 - 現在       | 現在   |
| ------------ | --------------------- | ----------- | ------------------- | ---------------------- | ---------------------- | -------------------------- | -------------------------------- | ---------------------------------------- | ---------------------------- | ------------------------------------------- | ------------------------------------------- | --------------------- | ------ |
| 中山村       | 中山村                | 東 置 賜 郡 | 中山村              | 中山村                 | 中山村                 | 中川村                     | 中川村                           | 中川村                                   | 中川村                       | 昭和30年6月30日 赤湯町                      | 昭和32年3月21日 上山市に編入                | 上山市                | 上山市 |
| 中山村       | 明治2年 分立 元中山村 | 東 置 賜 郡 | 元中山村            | 元中山村               | 元中山村               | 中川村                     | 中川村                           | 中川村                                   | 中川村                       | 昭和30年6月30日 赤湯町                      | 赤湯町                                      | 昭和42年4月1日 南陽市 | 南陽市 |
| 小岩沢村     | 小岩沢村              | 東 置 賜 郡 | 小岩沢村            | 小岩沢村               | 小岩沢村               | 中川村                     | 中川村                           | 中川村                                   | 中川村                       | 昭和30年6月30日 赤湯町                      | 赤湯町                                      | 昭和42年4月1日 南陽市 | 南陽市 |
| 川樋村       | 川樋村                | 東 置 賜 郡 | 川樋村              | 明治14年 川樋村        | 明治14年 川樋村        | 中川村                     | 中川村                           | 中川村                                   | 中川村                       | 昭和30年6月30日 赤湯町                      | 赤湯町                                      | 昭和42年4月1日 南陽市 | 南陽市 |
| 新田村       | 新田村                | 東 置 賜 郡 | 新田村              | 明治14年 川樋村        | 明治14年 川樋村        | 中川村                     | 中川村                           | 中川村                                   | 中川村                       | 昭和30年6月30日 赤湯町                      | 赤湯町                                      | 昭和42年4月1日 南陽市 | 南陽市 |
| 赤湯村       | 明治10年 赤湯村       | 東 置 賜 郡 | 赤湯村              | 赤湯村                 | 赤湯村                 | 赤湯村                     | 明治28年12月12日 町制 赤湯町     | 赤湯町                                   | 赤湯町                       | 昭和30年6月30日 赤湯町                      | 赤湯町                                      | 昭和42年4月1日 南陽市 | 南陽市 |
| 金沢村       | 明治10年 赤湯村       | 東 置 賜 郡 | 赤湯村              | 赤湯村                 | 赤湯村                 | 赤湯村                     | 明治28年12月12日 町制 赤湯町     | 赤湯町                                   | 赤湯町                       | 昭和30年6月30日 赤湯町                      | 赤湯町                                      | 昭和42年4月1日 南陽市 | 南陽市 |
| 松沢村       | 明治10年 赤湯村       | 東 置 賜 郡 | 赤湯村              | 赤湯村                 | 赤湯村                 | 赤湯村                     | 明治28年12月12日 町制 赤湯町     | 赤湯町                                   | 赤湯町                       | 昭和30年6月30日 赤湯町                      | 赤湯町                                      | 昭和42年4月1日 南陽市 | 南陽市 |
| 二色根村     | 二色根村              | 東 置 賜 郡 | 二色根村            | 二色根村               | 二色根村               | 赤湯村                     | 明治28年12月12日 町制 赤湯町     | 赤湯町                                   | 赤湯町                       | 昭和30年6月30日 赤湯町                      | 赤湯町                                      | 昭和42年4月1日 南陽市 | 南陽市 |
| 椚塚村       | 椚塚村                | 東 置 賜 郡 | 椚塚村              | 椚塚村                 | 椚塚村                 | 赤湯村                     | 明治28年12月12日 町制 赤湯町     | 赤湯町                                   | 赤湯町                       | 昭和30年6月30日 赤湯町                      | 赤湯町                                      | 昭和42年4月1日 南陽市 | 南陽市 |
| 長岡村       | 長岡村                | 東 置 賜 郡 | 長岡村              | 長岡村                 | 長岡村                 | 赤湯村                     | 明治28年12月12日 町制 赤湯町     | 赤湯町                                   | 赤湯町                       | 昭和30年6月30日 赤湯町                      | 赤湯町                                      | 昭和42年4月1日 南陽市 | 南陽市 |
| 三間通村     | 三間通村              | 東 置 賜 郡 | 三間通村            | 三間通村               | 三間通村               | 赤湯村                     | 明治28年12月12日 町制 赤湯町     | 赤湯町                                   | 赤湯町                       | 昭和30年6月30日 赤湯町                      | 赤湯町                                      | 昭和42年4月1日 南陽市 | 南陽市 |
| 俎柳村       | 俎柳村                | 東 置 賜 郡 | 俎柳村              | 俎柳村                 | 俎柳村                 | 赤湯村                     | 明治28年12月12日 町制 赤湯町     | 赤湯町                                   | 赤湯町                       | 昭和30年6月30日 赤湯町                      | 赤湯町                                      | 昭和42年4月1日 南陽市 | 南陽市 |
| 蒲生田村     | 蒲生田村              | 東 置 賜 郡 | 蒲生田村            | 蒲生田村               | 一部                   | 赤湯村                     | 明治28年12月12日 町制 赤湯町     | 赤湯町                                   | 赤湯町                       | 昭和30年6月30日 赤湯町                      | 赤湯町                                      | 昭和42年4月1日 南陽市 | 南陽市 |
| 蒲生田村     | 蒲生田村              | 東 置 賜 郡 | 蒲生田村            | 蒲生田村               | 大部分                 | 沖郷村                     | 沖郷村                           | 沖郷村                                   | 沖郷村                       | 昭和30年4月1日 和郷村                       | 昭和30年4月1日 和郷村                       | 昭和42年4月1日 南陽市 | 南陽市 |
| 宮崎村       | 宮崎村                | 東 置 賜 郡 | 宮崎村              | 宮崎村                 | 宮崎村                 | 沖郷村                     | 沖郷村                           | 沖郷村                                   | 沖郷村                       | 昭和30年4月1日 和郷村                       | 昭和30年4月1日 和郷村                       | 昭和42年4月1日 南陽市 | 南陽市 |
| 萩生田村     | 萩生田村              | 東 置 賜 郡 | 萩生田村            | 萩生田村               | 萩生田村               | 沖郷村                     | 沖郷村                           | 沖郷村                                   | 沖郷村                       | 昭和30年4月1日 和郷村                       | 昭和30年4月1日 和郷村                       | 昭和42年4月1日 南陽市 | 南陽市 |
| 中落合村     | 中落合村              | 東 置 賜 郡 | 中落合村            | 中落合村               | 中落合村               | 沖郷村                     | 沖郷村                           | 沖郷村                                   | 沖郷村                       | 昭和30年4月1日 和郷村                       | 昭和30年4月1日 和郷村                       | 昭和42年4月1日 南陽市 | 南陽市 |
| 西落合村     | 西落合村              | 東 置 賜 郡 | 西落合村            | 西落合村               | 西落合村               | 沖郷村                     | 沖郷村                           | 沖郷村                                   | 沖郷村                       | 昭和30年4月1日 和郷村                       | 昭和30年4月1日 和郷村                       | 昭和42年4月1日 南陽市 | 南陽市 |
| 法師柳村     | 法師柳村              | 東 置 賜 郡 | 法師柳村            | 法師柳村               | 法師柳村               | 沖郷村                     | 沖郷村                           | 沖郷村                                   | 沖郷村                       | 昭和30年4月1日 和郷村                       | 昭和30年4月1日 和郷村                       | 昭和42年4月1日 南陽市 | 南陽市 |
| 長瀞村       | 長瀞村                | 東 置 賜 郡 | 長瀞村              | 長瀞村                 | 長瀞村                 | 沖郷村                     | 沖郷村                           | 沖郷村                                   | 沖郷村                       | 昭和30年4月1日 和郷村                       | 昭和30年4月1日 和郷村                       | 昭和42年4月1日 南陽市 | 南陽市 |
| 露橋村       | 露橋村                | 東 置 賜 郡 | 露橋村              | 露橋村                 | 露橋村                 | 沖郷村                     | 沖郷村                           | 沖郷村                                   | 沖郷村                       | 昭和30年4月1日 和郷村                       | 昭和30年4月1日 和郷村                       | 昭和42年4月1日 南陽市 | 南陽市 |
| 坂井村       | 坂井村                | 東 置 賜 郡 | 坂井村              | 坂井村                 | 坂井村                 | 沖郷村                     | 沖郷村                           | 沖郷村                                   | 沖郷村                       | 昭和30年4月1日 和郷村                       | 昭和30年4月1日 和郷村                       | 昭和42年4月1日 南陽市 | 南陽市 |
| 関根村       | 関根村                | 東 置 賜 郡 | 関根村              | 関根村                 | 関根村                 | 沖郷村                     | 沖郷村                           | 沖郷村                                   | 沖郷村                       | 昭和30年4月1日 和郷村                       | 昭和30年4月1日 和郷村                       | 昭和42年4月1日 南陽市 | 南陽市 |
| 郡山村       | 郡山村                | 東 置 賜 郡 | 郡山村              | 郡山村                 | 郡山村                 | 沖郷村                     | 沖郷村                           | 沖郷村                                   | 沖郷村                       | 昭和30年4月1日 和郷村                       | 昭和30年4月1日 和郷村                       | 昭和42年4月1日 南陽市 | 南陽市 |
| 若狭郷屋村   | 若狭郷屋村            | 東 置 賜 郡 | 若狭郷屋村          | 若狭郷屋村             | 若狭郷屋村             | 沖郷村                     | 沖郷村                           | 沖郷村                                   | 沖郷村                       | 昭和30年4月1日 和郷村                       | 昭和30年4月1日 和郷村                       | 昭和42年4月1日 南陽市 | 南陽市 |
| 島貫村       | 島貫村                | 東 置 賜 郡 | 島貫村              | 島貫村                 | 島貫村                 | 沖郷村                     | 沖郷村                           | 沖郷村                                   | 沖郷村                       | 昭和30年4月1日 和郷村                       | 昭和30年4月1日 和郷村                       | 昭和42年4月1日 南陽市 | 南陽市 |
| 中目村       | 中目村                | 東 置 賜 郡 | 中目村              | 明治14年 田中村        | 明治14年 田中村        | 沖郷村                     | 沖郷村                           | 沖郷村                                   | 沖郷村                       | 昭和30年4月1日 和郷村                       | 昭和30年4月1日 和郷村                       | 昭和42年4月1日 南陽市 | 南陽市 |
| 鍋田村       | 鍋田村                | 東 置 賜 郡 | 鍋田村              | 明治14年 田中村        | 明治14年 田中村        | 沖郷村                     | 沖郷村                           | 沖郷村                                   | 沖郷村                       | 昭和30年4月1日 和郷村                       | 昭和30年4月1日 和郷村                       | 昭和42年4月1日 南陽市 | 南陽市 |
| 高梨村       | 高梨村                | 東 置 賜 郡 | 高梨村              | 高梨村                 | 高梨村                 | 沖郷村                     | 沖郷村                           | 沖郷村                                   | 沖郷村                       | 昭和30年4月1日 和郷村                       | 昭和30年4月1日 和郷村                       | 昭和42年4月1日 南陽市 | 南陽市 |
| 沖田村       | 沖田村                | 東 置 賜 郡 | 沖田村              | 沖田村                 | 沖田村                 | 沖郷村                     | 沖郷村                           | 沖郷村                                   | 沖郷村                       | 昭和30年4月1日 和郷村                       | 昭和30年4月1日 和郷村                       | 昭和42年4月1日 南陽市 | 南陽市 |
| 竹原村       | 竹原村                | 東 置 賜 郡 | 竹原村              | 竹原村                 | 竹原村                 | 梨郷村                     | 梨郷村                           | 梨郷村                                   | 梨郷村                       | 昭和30年4月1日 和郷村                       | 昭和30年4月1日 和郷村                       | 昭和42年4月1日 南陽市 | 南陽市 |
| 砂塚村       | 砂塚村                | 東 置 賜 郡 | 砂塚村              | 砂塚村                 | 砂塚村                 | 梨郷村                     | 梨郷村                           | 梨郷村                                   | 梨郷村                       | 昭和30年4月1日 和郷村                       | 昭和30年4月1日 和郷村                       | 昭和42年4月1日 南陽市 | 南陽市 |
| 和田村       | 和田村                | 東 置 賜 郡 | 和田村              | 和田村                 | 和田村                 | 梨郷村                     | 梨郷村                           | 梨郷村                                   | 梨郷村                       | 昭和30年4月1日 和郷村                       | 昭和30年4月1日 和郷村                       | 昭和42年4月1日 南陽市 | 南陽市 |
| 梨郷村       | 梨郷村                | 東 置 賜 郡 | 梨郷村              | 梨郷村                 | 梨郷村                 | 梨郷村                     | 梨郷村                           | 梨郷村                                   | 梨郷村                       | 昭和30年4月1日 和郷村                       | 昭和30年4月1日 和郷村                       | 昭和42年4月1日 南陽市 | 南陽市 |
| 宮内村       | 宮内村                | 東 置 賜 郡 | 宮内村              | 宮内村                 | 宮内村                 | 宮内町                     | 宮内町                           | 宮内町                                   | 宮内町                       | 昭和30年2月1日 宮内町                       | 昭和30年2月1日 宮内町                       | 昭和42年4月1日 南陽市 | 南陽市 |
| 漆山村       | 漆山村                | 東 置 賜 郡 | 漆山村              | 漆山村                 | 漆山村                 | 漆山村                     | 漆山村                           | 漆山村                                   | 漆山村                       | 昭和30年2月1日 宮内町                       | 昭和30年2月1日 宮内町                       | 昭和42年4月1日 南陽市 | 南陽市 |
| 羽付村       | 羽付村                | 東 置 賜 郡 | 羽付村              | 羽付村                 | 羽付村                 | 漆山村                     | 漆山村                           | 漆山村                                   | 漆山村                       | 昭和30年2月1日 宮内町                       | 昭和30年2月1日 宮内町                       | 昭和42年4月1日 南陽市 | 南陽市 |
| 池黒村       | 池黒村                | 東 置 賜 郡 | 池黒村              | 池黒村                 | 池黒村                 | 漆山村                     | 漆山村                           | 漆山村                                   | 漆山村                       | 昭和30年2月1日 宮内町                       | 昭和30年2月1日 宮内町                       | 昭和42年4月1日 南陽市 | 南陽市 |
| 荻村         | 荻村                  | 東 置 賜 郡 | 荻村                | 明治14年 荻村          | 明治14年 荻村          | 吉野村                     | 吉野村                           | 吉野村                                   | 吉野村                       | 昭和30年2月1日 宮内町                       | 昭和30年2月1日 宮内町                       | 昭和42年4月1日 南陽市 | 南陽市 |
| 下荻村       | 下荻村                | 東 置 賜 郡 | 下荻村              | 明治14年 荻村          | 明治14年 荻村          | 吉野村                     | 吉野村                           | 吉野村                                   | 吉野村                       | 昭和30年2月1日 宮内町                       | 昭和30年2月1日 宮内町                       | 昭和42年4月1日 南陽市 | 南陽市 |
| 太郎村       | 太郎村                | 東 置 賜 郡 | 太郎村              | 太郎村                 | 太郎村                 | 吉野村                     | 吉野村                           | 吉野村                                   | 吉野村                       | 昭和30年2月1日 宮内町                       | 昭和30年2月1日 宮内町                       | 昭和42年4月1日 南陽市 | 南陽市 |
| 小滝村       | 小滝村                | 東 置 賜 郡 | 小滝村              | 小滝村                 | 小滝村                 | 吉野村                     | 吉野村                           | 吉野村                                   | 吉野村                       | 昭和30年2月1日 宮内町                       | 昭和30年2月1日 宮内町                       | 昭和42年4月1日 南陽市 | 南陽市 |
| 金山村       | 金山村                | 東 置 賜 郡 | 金山村              | 金山村                 | 金山村                 | 吉野村                     | 明治24年4月14日 分立 金山村      | 金山村                                   | 金山村                       | 昭和30年2月1日 宮内町                       | 昭和30年2月1日 宮内町                       | 昭和42年4月1日 南陽市 | 南陽市 |
| 高畑村       | 高畑村                | 東 置 賜 郡 | 高畑村              | 高畑村                 | 高畑村                 | 高畠村                     | 明治28年12月12日 町制改称 高畑町 | 明治38年1月 改称 高畠町                  | 昭和29年10月1日 社郷町       | 昭和30年4月1日 改称 高畠町                  | 高畠町                                      | 高畠町                | 高畠町 |
| 安久津村     | 安久津村              | 東 置 賜 郡 | 安久津村            | 安久津村               | 安久津村               | 高畠村                     | 明治28年12月12日 町制改称 高畑町 | 明治38年1月 改称 高畠町                  | 昭和29年10月1日 社郷町       | 昭和30年4月1日 改称 高畠町                  | 高畠町                                      | 高畠町                | 高畠町 |
| 小郡山村     | 小郡山村              | 東 置 賜 郡 | 小郡山村            | 小郡山村               | 小郡山村               | 高畠村                     | 明治28年12月12日 町制改称 高畑町 | 明治38年1月 改称 高畠町                  | 昭和29年10月1日 社郷町       | 昭和30年4月1日 改称 高畠町                  | 高畠町                                      | 高畠町                | 高畠町 |
| 高安村       | 高安村                | 東 置 賜 郡 | 高安村              | 高安村                 | 高安村                 | 高畠村                     | 明治28年12月12日 町制改称 高畑町 | 明治38年1月 改称 高畠町                  | 昭和29年10月1日 社郷町       | 昭和30年4月1日 改称 高畠町                  | 高畠町                                      | 高畠町                | 高畠町 |
| 泉岡村       | 泉岡村                | 東 置 賜 郡 | 泉岡村              | 泉岡村                 | 泉岡村                 | 高畠村                     | 明治28年12月12日 町制改称 高畑町 | 明治38年1月 改称 高畠町                  | 昭和29年10月1日 社郷町       | 昭和30年4月1日 改称 高畠町                  | 高畠町                                      | 高畠町                | 高畠町 |
| 塩森村       | 塩森村                | 東 置 賜 郡 | 塩森村              | 塩森村                 | 塩森村                 | 高畠村                     | 明治28年12月12日 町制改称 高畑町 | 明治38年1月 改称 高畠町                  | 昭和29年10月1日 社郷町       | 昭和30年4月1日 改称 高畠町                  | 高畠町                                      | 高畠町                | 高畠町 |
| 金原村       | 金原村                | 東 置 賜 郡 | 金原村              | 金原村                 | 金原村                 | 高畠村                     | 明治28年12月12日 町制改称 高畑町 | 明治38年1月 改称 高畠町                  | 昭和29年10月1日 社郷町       | 昭和30年4月1日 改称 高畠町                  | 高畠町                                      | 高畠町                | 高畠町 |
| 二井宿村     | 二井宿村              | 東 置 賜 郡 | 二井宿村            | 二井宿村               | 二井宿村               | 二井宿村                   | 二井宿村                         | 二井宿村                                 | 昭和29年10月1日 社郷町       | 昭和30年4月1日 改称 高畠町                  | 高畠町                                      | 高畠町                | 高畠町 |
| 竹森村       | 竹森村                | 東 置 賜 郡 | 竹森村              | 竹森村                 | 竹森村                 | 屋代村                     | 屋代村                           | 屋代村                                   | 昭和29年10月1日 社郷町       | 昭和30年4月1日 改称 高畠町                  | 高畠町                                      | 高畠町                | 高畠町 |
| 根岸村       | 根岸村                | 東 置 賜 郡 | 根岸村              | 根岸村                 | 根岸村                 | 屋代村                     | 屋代村                           | 屋代村                                   | 昭和29年10月1日 社郷町       | 昭和30年4月1日 改称 高畠町                  | 高畠町                                      | 高畠町                | 高畠町 |
| 時沢村       | 時沢村                | 東 置 賜 郡 | 時沢村              | 時沢村                 | 時沢村                 | 屋代村                     | 屋代村                           | 屋代村                                   | 昭和29年10月1日 社郷町       | 昭和30年4月1日 改称 高畠町                  | 高畠町                                      | 高畠町                | 高畠町 |
| 深沼村       | 深沼村                | 東 置 賜 郡 | 深沼村              | 深沼村                 | 深沼村                 | 屋代村                     | 屋代村                           | 屋代村                                   | 昭和29年10月1日 社郷町       | 昭和30年4月1日 改称 高畠町                  | 高畠町                                      | 高畠町                | 高畠町 |
| 一本柳村     | 一本柳村              | 東 置 賜 郡 | 一本柳村            | 一本柳村               | 一本柳村               | 屋代村                     | 屋代村                           | 屋代村                                   | 昭和29年10月1日 社郷町       | 昭和30年4月1日 改称 高畠町                  | 高畠町                                      | 高畠町                | 高畠町 |
| 三条目村     | 三条目村              | 東 置 賜 郡 | 三条目村            | 三条目村               | 三条目村               | 屋代村                     | 屋代村                           | 屋代村                                   | 昭和29年10月1日 社郷町       | 昭和30年4月1日 改称 高畠町                  | 高畠町                                      | 高畠町                | 高畠町 |
| 川沼村       | 川沼村                | 東 置 賜 郡 | 川沼村              | 川沼村                 | 川沼村                 | 屋代村                     | 屋代村                           | 屋代村                                   | 昭和29年10月1日 社郷町       | 昭和30年4月1日 改称 高畠町                  | 高畠町                                      | 高畠町                | 高畠町 |
| 柏木目村     | 柏木目村              | 東 置 賜 郡 | 柏木目村            | 柏木目村               | 柏木目村               | 屋代村                     | 屋代村                           | 屋代村                                   | 昭和29年10月1日 社郷町       | 昭和30年4月1日 改称 高畠町                  | 高畠町                                      | 高畠町                | 高畠町 |
| 相森村       | 相森村                | 東 置 賜 郡 | 相森村              | 相森村                 | 相森村                 | 屋代村                     | 屋代村                           | 屋代村                                   | 昭和29年10月1日 社郷町       | 昭和30年4月1日 改称 高畠町                  | 高畠町                                      | 高畠町                | 高畠町 |
| 中里村       | 中里村                | 東 置 賜 郡 | 中里村              | 中里村                 | 中里村                 | 屋代村                     | 屋代村                           | 屋代村                                   | 昭和29年10月1日 社郷町       | 昭和30年4月1日 改称 高畠町                  | 高畠町                                      | 高畠町                | 高畠町 |
| 亀岡村       | 亀岡村                | 東 置 賜 郡 | 亀岡村              | 亀岡村                 | 亀岡村                 | 亀岡村                     | 亀岡村                           | 亀岡村                                   | 昭和29年10月1日 社郷町       | 昭和30年4月1日 改称 高畠町                  | 高畠町                                      | 高畠町                | 高畠町 |
| 露藤村       | 露藤村                | 東 置 賜 郡 | 露藤村              | 露藤村                 | 露藤村                 | 亀岡村                     | 亀岡村                           | 亀岡村                                   | 昭和29年10月1日 社郷町       | 昭和30年4月1日 改称 高畠町                  | 高畠町                                      | 高畠町                | 高畠町 |
| 入生田村     | 入生田村              | 東 置 賜 郡 | 入生田村            | 入生田村               | 入生田村               | 亀岡村                     | 亀岡村                           | 亀岡村                                   | 昭和29年10月1日 社郷町       | 昭和30年4月1日 改称 高畠町                  | 高畠町                                      | 高畠町                | 高畠町 |
| 船橋村       | 船橋村                | 東 置 賜 郡 | 船橋村              | 船橋村                 | 船橋村                 | 亀岡村                     | 亀岡村                           | 亀岡村                                   | 昭和29年10月1日 社郷町       | 昭和30年4月1日 改称 高畠町                  | 高畠町                                      | 高畠町                | 高畠町 |
| 北和田村     | 北和田村              | 東 置 賜 郡 | 北和田村            | 明治15年 元和田村      | 明治15年 元和田村      | 和田村                     | 和田村                           | 和田村                                   | 昭和29年10月1日 社郷町       | 昭和30年4月1日 改称 高畠町                  | 高畠町                                      | 高畠町                | 高畠町 |
| 中和田村     | 中和田村              | 東 置 賜 郡 | 中和田村            | 明治15年 元和田村      | 明治15年 元和田村      | 和田村                     | 和田村                           | 和田村                                   | 昭和29年10月1日 社郷町       | 昭和30年4月1日 改称 高畠町                  | 高畠町                                      | 高畠町                | 高畠町 |
| 上和田村     | 上和田村              | 東 置 賜 郡 | 上和田村            | 上和田村               | 上和田村               | 和田村                     | 和田村                           | 和田村                                   | 昭和29年10月1日 社郷町       | 昭和30年4月1日 改称 高畠町                  | 高畠町                                      | 高畠町                | 高畠町 |
| 下和田村     | 下和田村              | 東 置 賜 郡 | 下和田村            | 下和田村               | 下和田村               | 和田村                     | 和田村                           | 和田村                                   | 昭和29年10月1日 社郷町       | 昭和30年4月1日 改称 高畠町                  | 高畠町                                      | 高畠町                | 高畠町 |
| 馬頭村       | 馬頭村                | 東 置 賜 郡 | 馬頭村              | 馬頭村                 | 馬頭村                 | 和田村                     | 和田村                           | 和田村                                   | 昭和29年10月1日 社郷町       | 昭和30年4月1日 改称 高畠町                  | 高畠町                                      | 高畠町                | 高畠町 |
| 佐沢村       | 佐沢村                | 東 置 賜 郡 | 佐沢村              | 佐沢村                 | 佐沢村                 | 和田村                     | 和田村                           | 和田村                                   | 昭和29年10月1日 社郷町       | 昭和30年4月1日 改称 高畠町                  | 高畠町                                      | 高畠町                | 高畠町 |
| 糠野目村     | 糠野目村              | 東 置 賜 郡 | 糠野目村            | 糠野目村               | 糠野目村               | 糠野目村                   | 糠野目村                         | 糠野目村                                 | 糠野目村                     | 昭和30年4月1日 社郷町に編入 即日改称 高畠町 | 高畠町                                      | 高畠町                | 高畠町 |
| 小其塚村     | 小其塚村              | 東 置 賜 郡 | 小其塚村            | 小其塚村               | 小其塚村               | 糠野目村                   | 糠野目村                         | 糠野目村                                 | 糠野目村                     | 昭和30年4月1日 社郷町に編入 即日改称 高畠町 | 高畠町                                      | 高畠町                | 高畠町 |
| 上平柳村     | 上平柳村              | 東 置 賜 郡 | 上平柳村            | 上平柳村               | 上平柳村               | 糠野目村                   | 糠野目村                         | 糠野目村                                 | 糠野目村                     | 昭和30年4月1日 社郷町に編入 即日改称 高畠町 | 高畠町                                      | 高畠町                | 高畠町 |
| 蛇口村       | 蛇口村                | 東 置 賜 郡 | 蛇口村              | 蛇口村                 | 蛇口村                 | 糠野目村                   | 糠野目村                         | 糠野目村                                 | 糠野目村                     | 昭和30年4月1日 社郷町に編入 即日改称 高畠町 | 高畠町                                      | 高畠町                | 高畠町 |
| 夏刈村       | 夏刈村                | 東 置 賜 郡 | 夏刈村              | 明治15年 夏茂村        | 明治15年 夏茂村        | 糠野目村                   | 糠野目村                         | 糠野目村                                 | 糠野目村                     | 昭和30年4月1日 社郷町に編入 即日改称 高畠町 | 高畠町                                      | 高畠町                | 高畠町 |
| 津久茂村     | 津久茂村              | 東 置 賜 郡 | 津久茂村            | 明治15年 夏茂村        | 明治15年 夏茂村        | 糠野目村                   | 糠野目村                         | 糠野目村                                 | 糠野目村                     | 昭和30年4月1日 社郷町に編入 即日改称 高畠町 | 高畠町                                      | 高畠町                | 高畠町 |
| 福沢村       | 福沢村                | 東 置 賜 郡 | 福沢村              | 福沢村                 | 福沢村                 | 糠野目村                   | 糠野目村                         | 糠野目村                                 | 糠野目村                     | 昭和30年4月1日 社郷町に編入 即日改称 高畠町 | 高畠町                                      | 高畠町                | 高畠町 |
| 石岡村       | 石岡村                | 東 置 賜 郡 | 石岡村              | 石岡村                 | 石岡村                 | 糠野目村                   | 糠野目村                         | 糠野目村                                 | 糠野目村                     | 昭和30年4月1日 社郷町に編入 即日改称 高畠町 | 高畠町                                      | 高畠町                | 高畠町 |
| 大橋村       | 大橋村                | 東 置 賜 郡 | 大橋村              | 大橋村                 | 大橋村                 | 糠野目村                   | 糠野目村                         | 糠野目村                                 | 糠野目村                     | 昭和30年4月1日 社郷町に編入 即日改称 高畠町 | 高畠町                                      | 高畠町                | 高畠町 |
| 山崎村       | 山崎村                | 東 置 賜 郡 | 山崎村              | 山崎村                 | 山崎村                 | 糠野目村                   | 糠野目村                         | 糠野目村                                 | 糠野目村                     | 昭和30年4月1日 社郷町に編入 即日改称 高畠町 | 高畠町                                      | 高畠町                | 高畠町 |
| 洲島村       | 洲島村                | 東 置 賜 郡 | 洲島村              | 洲島村                 | 洲島村                 | 吉島村                     | 吉島村                           | 吉島村                                   | 吉島村                       | 昭和30年2月1日 川西町に編入                 | 川西町                                      | 川西町                | 川西町 |
| 下平柳村     | 下平柳村              | 東 置 賜 郡 | 下平柳村            | 下平柳村               | 下平柳村               | 吉島村                     | 吉島村                           | 吉島村                                   | 吉島村                       | 昭和30年2月1日 川西町に編入                 | 川西町                                      | 川西町                | 川西町 |
| 尾長島村     | 尾長島村              | 東 置 賜 郡 | 尾長島村            | 尾長島村               | 尾長島村               | 吉島村                     | 吉島村                           | 吉島村                                   | 吉島村                       | 昭和30年2月1日 川西町に編入                 | 川西町                                      | 川西町                | 川西町 |
| 吉田村       | 吉田村                | 東 置 賜 郡 | 吉田村              | 吉田村                 | 吉田村                 | 吉島村                     | 吉島村                           | 吉島村                                   | 吉島村                       | 昭和30年2月1日 川西町に編入                 | 川西町                                      | 川西町                | 川西町 |
| 上小松村     | 上小松村              | 東 置 賜 郡 | 上小松村            | 上小松村               | 上小松村               | 小松村                     | 明治23年10月22日 町制 小松町     | 小松町                                   | 小松町                       | 昭和30年1月1日 川西町                       | 川西町                                      | 川西町                | 川西町 |
| 小松村       | 小松村                | 東 置 賜 郡 | 小松村              | 明治14年 分立 中小松村 | 明治14年 分立 中小松村 | 小松村                     | 明治23年10月22日 町制 小松町     | 小松町                                   | 小松町                       | 昭和30年1月1日 川西町                       | 川西町                                      | 川西町                | 川西町 |
| 小松村       | 小松村                | 東 置 賜 郡 | 小松村              | 小松村                 | 小松村                 | 犬川村                     | 犬川村                           | 犬川村                                   | 犬川村                       | 昭和30年1月1日 川西町                       | 川西町                                      | 川西町                | 川西町 |
| 下小松村     | 下小松村              | 東 置 賜 郡 | 下小松村            | 下小松村               | 下小松村               | 犬川村                     | 犬川村                           | 犬川村                                   | 犬川村                       | 昭和30年1月1日 川西町                       | 川西町                                      | 川西町                | 川西町 |
| 高豆蒄村     | 高豆蒄村              | 東 置 賜 郡 | 高豆蒄村            | 高豆蒄村               | 高豆蒄村               | 犬川村                     | 犬川村                           | 犬川村                                   | 犬川村                       | 昭和30年1月1日 川西町                       | 川西町                                      | 川西町                | 川西町 |
| 黒川村       | 黒川村                | 東 置 賜 郡 | 黒川村              | 黒川村                 | 黒川村                 | 犬川村                     | 犬川村                           | 犬川村                                   | 犬川村                       | 昭和30年1月1日 川西町                       | 川西町                                      | 川西町                | 川西町 |
| 大塚村       | 大塚村                | 東 置 賜 郡 | 大塚村              | 大塚村                 | 大塚村                 | 大塚村                     | 大塚村                           | 大塚村                                   | 大塚村                       | 昭和30年1月1日 川西町                       | 川西町                                      | 川西町                | 川西町 |
| 西大塚村     | 西大塚村              | 東 置 賜 郡 | 西大塚村            | 西大塚村               | 西大塚村               | 大塚村                     | 大塚村                           | 大塚村                                   | 大塚村                       | 昭和30年1月1日 川西町                       | 川西町                                      | 川西町                | 川西町 |
| 東大塚村     | 東大塚村              | 東 置 賜 郡 | 東大塚村            | 東大塚村               | 東大塚村               | 大塚村                     | 大塚村                           | 大塚村                                   | 大塚村                       | 昭和30年1月1日 川西町                       | 川西町                                      | 川西町                | 川西町 |
| 堀金村       | 堀金村                | 東 置 賜 郡 | 堀金村              | 堀金村                 | 堀金村                 | 東置賜郡 中郡村            | 中郡村                           | 中郡村                                   | 中郡村                       | 昭和30年1月1日 川西町                       | 川西町                                      | 川西町                | 川西町 |
| 高山村       | 高山村                | 東 置 賜 郡 | 高山村              | 高山村                 | 高山村                 | 東置賜郡 中郡村            | 中郡村                           | 中郡村                                   | 中郡村                       | 昭和30年1月1日 川西町                       | 川西町                                      | 川西町                | 川西町 |
| 莅村         | 莅村                  | 東 置 賜 郡 | 莅村                | 莅村                   | 莅村                   | 東置賜郡 中郡村            | 中郡村                           | 中郡村                                   | 中郡村                       | 昭和30年1月1日 川西町                       | 川西町                                      | 川西町                | 川西町 |
| 時田村       | 時田村                | 東 置 賜 郡 | 時田村              | 時田村                 | 時田村                 | 東置賜郡 中郡村            | 中郡村                           | 中郡村                                   | 中郡村                       | 昭和30年1月1日 川西町                       | 川西町                                      | 川西町                | 川西町 |
| 奥田村       | 奥田村                | 南 置 賜 郡 | 奥田村              | 明治14年 下奥田村      | 明治14年 下奥田村      | 東置賜郡 中郡村            | 中郡村                           | 中郡村                                   | 中郡村                       | 昭和30年1月1日 川西町                       | 川西町                                      | 川西町                | 川西町 |
| 奥田村       | 奥田村                | 南 置 賜 郡 | 奥田村              | 明治14年 上奥田村      | 明治14年 上奥田村      | 玉庭村                     | 玉庭村                           | 玉庭村                                   | 玉庭村                       | 昭和30年1月1日 川西町                       | 川西町                                      | 川西町                | 川西町 |
| 玉庭村       | 玉庭村                | 南 置 賜 郡 | 玉庭村              | 玉庭村                 | 玉庭村                 | 玉庭村                     | 玉庭村                           | 玉庭村                                   | 玉庭村                       | 昭和30年1月1日 川西町                       | 川西町                                      | 川西町                | 川西町 |
| 朴沢村       | 朴沢村                | 南 置 賜 郡 | 朴沢村              | 朴沢村                 | 朴沢村                 | 玉庭村                     | 玉庭村                           | 玉庭村                                   | 玉庭村                       | 昭和30年1月1日 川西町                       | 川西町                                      | 川西町                | 川西町 |
| 大舟村       | 大舟村                | 南 置 賜 郡 | 大舟村              | 大舟村                 | 大舟村                 | 玉庭村                     | 玉庭村                           | 玉庭村                                   | 玉庭村                       | 昭和30年1月1日 川西町                       | 川西町                                      | 川西町                | 川西町 |
| 李山村       | 李山村                | 南 置 賜 郡 | 李山村              | 李山村                 | 李山村                 | 南原村                     | 南原村                           | 南原村                                   | 南原村                       | 昭和30年4月1日 米沢市に編入                 | 米沢市                                      | 米沢市                | 米沢市 |
| 綱木村       | 綱木村                | 南 置 賜 郡 | 綱木村              | 綱木村                 | 綱木村                 | 南原村                     | 南原村                           | 南原村                                   | 南原村                       | 昭和30年4月1日 米沢市に編入                 | 米沢市                                      | 米沢市                | 米沢市 |
| 立石村       | 立石村                | 南 置 賜 郡 | 立石村              | 立石村                 | 立石村                 | 南原村                     | 南原村                           | 南原村                                   | 南原村                       | 昭和30年4月1日 米沢市に編入                 | 米沢市                                      | 米沢市                | 米沢市 |
| 米沢城下各町 | 米沢城下各町          | 南 置 賜 郡 | 米沢城下各町        | 米沢城下各町           | 6町                    | 南原村                     | 南原村                           | 南原村                                   | 南原村                       | 昭和30年4月1日 米沢市に編入                 | 米沢市                                      | 米沢市                | 米沢市 |
| 米沢城下各町 | 米沢城下各町          | 南 置 賜 郡 | 米沢城下各町        | 米沢城下各町           | 123町                  | 米沢市                     | 米沢市                           | 米沢市                                   | 米沢市                       | 米沢市                                      | 米沢市                                      | 米沢市                | 米沢市 |
| 外ノ内村     | 外ノ内村              | 南 置 賜 郡 | 外ノ内村            | 外ノ内村               | 外ノ内村               | 米沢市                     | 米沢市                           | 米沢市                                   | 米沢市                       | 米沢市                                      | 米沢市                                      | 米沢市                | 米沢市 |
| 福田村       | 福田村                | 南 置 賜 郡 | 福田村              | 福田村                 | 福田村                 | 米沢市                     | 米沢市                           | 米沢市                                   | 米沢市                       | 米沢市                                      | 米沢市                                      | 米沢市                | 米沢市 |
| 花沢村       | 花沢村                | 南 置 賜 郡 | 花沢村              | 花沢村                 | 花沢村                 | 米沢市                     | 米沢市                           | 米沢市                                   | 米沢市                       | 米沢市                                      | 米沢市                                      | 米沢市                | 米沢市 |
| 塩野村       | 塩野村                | 南 置 賜 郡 | 塩野村              | 塩野村                 | 塩野村                 | 塩井村                     | 塩井村                           | 塩井村                                   | 昭和29年10月1日 米沢市に編入 | 米沢市                                      | 米沢市                                      | 米沢市                | 米沢市 |
| 宮井村       | 宮井村                | 南 置 賜 郡 | 宮井村              | 宮井村                 | 大部分                 | 塩井村                     | 塩井村                           | 塩井村                                   | 昭和29年10月1日 米沢市に編入 | 米沢市                                      | 米沢市                                      | 米沢市                | 米沢市 |
| 宮井村       | 宮井村                | 南 置 賜 郡 | 宮井村              | 宮井村                 | 一部                   | 南置賜郡 窪田村            | 窪田村                           | 窪田村                                   | 昭和29年11月1日 米沢市に編入 | 米沢市                                      | 米沢市                                      | 米沢市                | 米沢市 |
| 中田村       | 中田村                | 南 置 賜 郡 | 中田村              | 中田村                 | 中田村                 | 南置賜郡 窪田村            | 窪田村                           | 窪田村                                   | 昭和29年11月1日 米沢市に編入 | 米沢市                                      | 米沢市                                      | 米沢市                | 米沢市 |
| 小瀬村       | 小瀬村                | 南 置 賜 郡 | 小瀬村              | 小瀬村                 | 小瀬村                 | 南置賜郡 窪田村            | 窪田村                           | 窪田村                                   | 昭和29年11月1日 米沢市に編入 | 米沢市                                      | 米沢市                                      | 米沢市                | 米沢市 |
| 藤泉村       | 藤泉村                | 南 置 賜 郡 | 藤泉村              | 藤泉村                 | 藤泉村                 | 南置賜郡 窪田村            | 窪田村                           | 窪田村                                   | 昭和29年11月1日 米沢市に編入 | 米沢市                                      | 米沢市                                      | 米沢市                | 米沢市 |
| 東江股村     | 東江股村              | 南 置 賜 郡 | 東江股村            | 東江股村               | 東江股村               | 南置賜郡 窪田村            | 窪田村                           | 窪田村                                   | 昭和29年11月1日 米沢市に編入 | 米沢市                                      | 米沢市                                      | 米沢市                | 米沢市 |
| 矢野目村     | 矢野目村              | 南 置 賜 郡 | 矢野目村            | 矢野目村               | 矢野目村               | 南置賜郡 窪田村            | 窪田村                           | 窪田村                                   | 昭和29年11月1日 米沢市に編入 | 米沢市                                      | 米沢市                                      | 米沢市                | 米沢市 |
| 窪田村       | 窪田村                | 東 置 賜 郡 | 窪田村              | 窪田村                 | 窪田村                 | 南置賜郡 窪田村            | 窪田村                           | 窪田村                                   | 昭和29年11月1日 米沢市に編入 | 米沢市                                      | 米沢市                                      | 米沢市                | 米沢市 |
| 川井村       | 川井村                | 東 置 賜 郡 | 川井村              | 川井村                 | 川井村                 | 上郷村                     | 上郷村                           | 上郷村                                   | 上郷村                       | 昭和30年2月1日 米沢市に編入                 | 米沢市                                      | 米沢市                | 米沢市 |
| 木和田村     | 木和田村              | 東 置 賜 郡 | 木和田村            | 木和田村               | 木和田村               | 上郷村                     | 上郷村                           | 上郷村                                   | 上郷村                       | 昭和30年2月1日 米沢市に編入                 | 米沢市                                      | 米沢市                | 米沢市 |
| 竹井村       | 竹井村                | 東 置 賜 郡 | 竹井村              | 竹井村                 | 竹井村                 | 上郷村                     | 上郷村                           | 上郷村                                   | 上郷村                       | 昭和30年2月1日 米沢市に編入                 | 米沢市                                      | 米沢市                | 米沢市 |
| 長手村       | 長手村                | 東 置 賜 郡 | 長手村              | 長手村                 | 長手村                 | 上郷村                     | 上郷村                           | 上郷村                                   | 上郷村                       | 昭和30年2月1日 米沢市に編入                 | 米沢市                                      | 米沢市                | 米沢市 |
| 上新田村     | 上新田村              | 東 置 賜 郡 | 上新田村            | 上新田村               | 上新田村               | 上郷村                     | 上郷村                           | 上郷村                                   | 上郷村                       | 昭和30年2月1日 米沢市に編入                 | 米沢市                                      | 米沢市                | 米沢市 |
| 下新田村     | 下新田村              | 東 置 賜 郡 | 下新田村            | 下新田村               | 下新田村               | 上郷村                     | 上郷村                           | 上郷村                                   | 上郷村                       | 昭和30年2月1日 米沢市に編入                 | 米沢市                                      | 米沢市                | 米沢市 |
| 浅川村       | 浅川村                | 東 置 賜 郡 | 浅川村              | 浅川村                 | 浅川村                 | 上郷村                     | 上郷村                           | 上郷村                                   | 上郷村                       | 昭和30年2月1日 米沢市に編入                 | 米沢市                                      | 米沢市                | 米沢市 |
| 金谷村       | 金谷村                | 東 置 賜 郡 | 金谷村              | 金谷村                 | 金谷村                 | 南置賜郡 万世村            | 万世村                           | 万世村                                   | 昭和29年10月1日 米沢市に編入 | 米沢市                                      | 米沢市                                      | 米沢市                | 米沢市 |
| 梓山村       | 梓山村                | 南 置 賜 郡 | 梓山村              | 梓山村                 | 梓山村                 | 南置賜郡 万世村            | 万世村                           | 万世村                                   | 昭和29年10月1日 米沢市に編入 | 米沢市                                      | 米沢市                                      | 米沢市                | 米沢市 |
| 桑山村       | 桑山村                | 南 置 賜 郡 | 桑山村              | 桑山村                 | 桑山村                 | 南置賜郡 万世村            | 万世村                           | 万世村                                   | 昭和29年10月1日 米沢市に編入 | 米沢市                                      | 米沢市                                      | 米沢市                | 米沢市 |
| 堂森村       | 堂森村                | 南 置 賜 郡 | 堂森村              | 堂森村                 | 堂森村                 | 南置賜郡 万世村            | 万世村                           | 万世村                                   | 昭和29年10月1日 米沢市に編入 | 米沢市                                      | 米沢市                                      | 米沢市                | 米沢市 |
| 山上村       | 山上村                | 南 置 賜 郡 | 山上村              | 明治15年 片子村        | 明治15年 片子村        | 南置賜郡 万世村            | 万世村                           | 万世村                                   | 昭和29年10月1日 米沢市に編入 | 米沢市                                      | 米沢市                                      | 米沢市                | 米沢市 |
| 山上村       | 山上村                | 南 置 賜 郡 | 山上村              | 明治15年 三沢村        | 明治15年 三沢村        | 山上村                     | 山上村                           | 山上村                                   | 山上村                       | 昭和30年1月1日 米沢市に編入                 | 米沢市                                      | 米沢市                | 米沢市 |
| 山上村       | 幕末 分立 大小屋村    | 南 置 賜 郡 | 大小屋村            | 大小屋村               | 大小屋村               | 山上村                     | 山上村                           | 山上村                                   | 山上村                       | 昭和30年1月1日 米沢市に編入                 | 米沢市                                      | 米沢市                | 米沢市 |
| 山上村       | 幕末 分立 大沢村      | 南 置 賜 郡 | 大沢村              | 大沢村                 | 大沢村                 | 山上村                     | 山上村                           | 山上村                                   | 山上村                       | 昭和30年1月1日 米沢市に編入                 | 米沢市                                      | 米沢市                | 米沢市 |
| 山上村       | 幕末 分立 板谷村      | 南 置 賜 郡 | 板谷村              | 板谷村                 | 板谷村                 | 山上村                     | 山上村                           | 山上村                                   | 山上村                       | 昭和30年1月1日 米沢市に編入                 | 米沢市                                      | 米沢市                | 米沢市 |
| 山上村       | 山上村                | 南 置 賜 郡 | 山上村              | 明治15年 関根村        | 明治15年 関根村        | 山上村                     | 山上村                           | 山上村                                   | 山上村                       | 昭和30年1月1日 米沢市に編入                 | 米沢市                                      | 米沢市                | 米沢市 |
| 山上村       | 山上村                | 南 置 賜 郡 | 山上村              | 明治15年 赤崩村        | 大部分                 | 山上村                     | 山上村                           | 山上村                                   | 山上村                       | 昭和30年1月1日 米沢市に編入                 | 米沢市                                      | 米沢市                | 米沢市 |
| 山上村       | 山上村                | 南 置 賜 郡 | 山上村              | 明治15年 赤崩村        | 一部                   | 南原村                     | 南原村                           | 南原村                                   | 南原村                       | 昭和30年4月1日 米沢市に編入                 | 米沢市                                      | 米沢市                | 米沢市 |
| 山上村       | 幕末 分立 大平村      | 南 置 賜 郡 | 大平村              | 大平村                 | 大平村                 | 南原村                     | 南原村                           | 南原村                                   | 南原村                       | 昭和30年4月1日 米沢市に編入                 | 米沢市                                      | 米沢市                | 米沢市 |
| 関町         | 関町                  | 南 置 賜 郡 | 関町                | 関町                   | 関町                   | 南原村                     | 南原村                           | 南原村                                   | 南原村                       | 昭和30年4月1日 米沢市に編入                 | 米沢市                                      | 米沢市                | 米沢市 |
| 関村         | 関村                  | 南 置 賜 郡 | 関村                | 関村                   | 関村                   | 南原村                     | 南原村                           | 南原村                                   | 南原村                       | 昭和30年4月1日 米沢市に編入                 | 米沢市                                      | 米沢市                | 米沢市 |
| 笹野村       | 笹野村                | 南 置 賜 郡 | 笹野村              | 笹野村                 | 一部                   | 南原村                     | 南原村                           | 南原村                                   | 南原村                       | 昭和30年4月1日 米沢市に編入                 | 米沢市                                      | 米沢市                | 米沢市 |
| 笹野村       | 笹野村                | 南 置 賜 郡 | 笹野村              | 笹野村                 | 一部                   | 上長井村                   | 上長井村                         | 上長井村                                 | 昭和28年4月1日 米沢市に編入  | 米沢市                                      | 米沢市                                      | 米沢市                | 米沢市 |
| 古志田村     | 古志田村              | 南 置 賜 郡 | 古志田村            | 古志田村               | 古志田村               | 上長井村                   | 上長井村                         | 上長井村                                 | 昭和28年4月1日 米沢市に編入  | 米沢市                                      | 米沢市                                      | 米沢市                | 米沢市 |
| 遠山村       | 遠山村                | 南 置 賜 郡 | 遠山村              | 明治14年 遠山村        | 明治14年 遠山村        | 上長井村                   | 上長井村                         | 上長井村                                 | 昭和28年4月1日 米沢市に編入  | 米沢市                                      | 米沢市                                      | 米沢市                | 米沢市 |
| 屋地村       | 屋地村                | 南 置 賜 郡 | 屋地村              | 明治14年 遠山村        | 明治14年 遠山村        | 上長井村                   | 上長井村                         | 上長井村                                 | 昭和28年4月1日 米沢市に編入  | 米沢市                                      | 米沢市                                      | 米沢市                | 米沢市 |
| 赤芝村       | 赤芝村                | 南 置 賜 郡 | 赤芝村              | 赤芝村                 | 赤芝村                 | 三沢村                     | 三沢村                           | 三沢村                                   | 昭和29年11月1日 米沢市に編入 | 米沢市                                      | 米沢市                                      | 米沢市                | 米沢市 |
| 吹屋敷村     | 吹屋敷村              | 南 置 賜 郡 | 吹屋敷村            | 吹屋敷村               | 吹屋敷村               | 三沢村                     | 三沢村                           | 三沢村                                   | 昭和29年11月1日 米沢市に編入 | 米沢市                                      | 米沢市                                      | 米沢市                | 米沢市 |
| 小野川村     | 小野川村              | 南 置 賜 郡 | 小野川村            | 小野川村               | 小野川村               | 三沢村                     | 三沢村                           | 三沢村                                   | 昭和29年11月1日 米沢市に編入 | 米沢市                                      | 米沢市                                      | 米沢市                | 米沢市 |
| 簗沢村       | 簗沢村                | 南 置 賜 郡 | 簗沢村              | 簗沢村                 | 簗沢村                 | 三沢村                     | 三沢村                           | 三沢村                                   | 昭和29年11月1日 米沢市に編入 | 米沢市                                      | 米沢市                                      | 米沢市                | 米沢市 |
| 口田沢村     | 口田沢村              | 南 置 賜 郡 | 口田沢村            | 口田沢村               | 口田沢村               | 三沢村                     | 三沢村                           | 三沢村                                   | 昭和29年11月1日 米沢市に編入 | 米沢市                                      | 米沢市                                      | 米沢市                | 米沢市 |
| 入田沢村     | 入田沢村              | 南 置 賜 郡 | 入田沢村            | 入田沢村               | 入田沢村               | 三沢村                     | 三沢村                           | 三沢村                                   | 昭和29年11月1日 米沢市に編入 | 米沢市                                      | 米沢市                                      | 米沢市                | 米沢市 |
| 神原村       | 神原村                | 南 置 賜 郡 | 神原村              | 神原村                 | 神原村                 | 三沢村                     | 三沢村                           | 三沢村                                   | 昭和29年11月1日 米沢市に編入 | 米沢市                                      | 米沢市                                      | 米沢市                | 米沢市 |
| 館山村       | 館山村                | 南 置 賜 郡 | 館山村              | 館山村                 | 館山村                 | 三沢村                     | 三沢村                           | 三沢村                                   | 昭和29年11月1日 米沢市に編入 | 米沢市                                      | 米沢市                                      | 米沢市                | 米沢市 |
| 成島村       | 成島村                | 南 置 賜 郡 | 成島村              | 成島村                 | 一部                   | 三沢村                     | 三沢村                           | 三沢村                                   | 昭和29年11月1日 米沢市に編入 | 米沢市                                      | 米沢市                                      | 米沢市                | 米沢市 |
| 成島村       | 成島村                | 南 置 賜 郡 | 成島村              | 成島村                 | 大部分                 | 広幡村                     | 広幡村                           | 広幡村                                   | 昭和29年10月1日 米沢市に編入 | 米沢市                                      | 米沢市                                      | 米沢市                | 米沢市 |
| 小山田村     | 小山田村              | 南 置 賜 郡 | 小山田村            | 小山田村               | 小山田村               | 広幡村                     | 広幡村                           | 広幡村                                   | 昭和29年10月1日 米沢市に編入 | 米沢市                                      | 米沢市                                      | 米沢市                | 米沢市 |
| 上小菅村     | 上小菅村              | 南 置 賜 郡 | 上小菅村            | 上小菅村               | 上小菅村               | 広幡村                     | 広幡村                           | 広幡村                                   | 昭和29年10月1日 米沢市に編入 | 米沢市                                      | 米沢市                                      | 米沢市                | 米沢市 |
| 下小菅村     | 下小菅村              | 南 置 賜 郡 | 下小菅村            | 下小菅村               | 下小菅村               | 広幡村                     | 広幡村                           | 広幡村                                   | 昭和29年10月1日 米沢市に編入 | 米沢市                                      | 米沢市                                      | 米沢市                | 米沢市 |
| 西藤泉村     | 西藤泉村              | 南 置 賜 郡 | 西藤泉村            | 西藤泉村               | 西藤泉村               | 六郷村                     | 六郷村                           | 六郷村                                   | 昭和29年10月1日 米沢市に編入 | 米沢市                                      | 米沢市                                      | 米沢市                | 米沢市 |
| 一漆村       | 一漆村                | 南 置 賜 郡 | 一漆村              | 一漆村                 | 一漆村                 | 六郷村                     | 六郷村                           | 六郷村                                   | 昭和29年10月1日 米沢市に編入 | 米沢市                                      | 米沢市                                      | 米沢市                | 米沢市 |
| 轟村         | 轟村                  | 南 置 賜 郡 | 轟村                | 轟村                   | 轟村                   | 六郷村                     | 六郷村                           | 六郷村                                   | 昭和29年10月1日 米沢市に編入 | 米沢市                                      | 米沢市                                      | 米沢市                | 米沢市 |
| 西江股村     | 西江股村              | 南 置 賜 郡 | 西江股村            | 西江股村               | 西江股村               | 六郷村                     | 六郷村                           | 六郷村                                   | 昭和29年10月1日 米沢市に編入 | 米沢市                                      | 米沢市                                      | 米沢市                | 米沢市 |
| 桐原村       | 桐原村                | 南 置 賜 郡 | 桐原村              | 桐原村                 | 桐原村                 | 六郷村                     | 六郷村                           | 六郷村                                   | 昭和29年10月1日 米沢市に編入 | 米沢市                                      | 米沢市                                      | 米沢市                | 米沢市 |
| 長橋村       | 長橋村                | 南 置 賜 郡 | 長橋村              | 長橋村                 | 長橋村                 | 六郷村                     | 六郷村                           | 六郷村                                   | 昭和29年10月1日 米沢市に編入 | 米沢市                                      | 米沢市                                      | 米沢市                | 米沢市 |
| 小屋村       | 小屋村                | 南 置 賜 郡 | 小屋村              | 小屋村                 | 小屋村                 | 中津川村                   | 中津川村                         | 中津川村                                 | 中津川村                     | 中津川村                                    | 昭和33年4月1日 飯豊村に編入 即日町制 飯豊町 | 飯豊町                | 飯豊町 |
| 広河原村     | 広河原村              | 南 置 賜 郡 | 広河原村            | 広河原村               | 広河原村               | 中津川村                   | 中津川村                         | 中津川村                                 | 中津川村                     | 中津川村                                    | 昭和33年4月1日 飯豊村に編入 即日町制 飯豊町 | 飯豊町                | 飯豊町 |
| 遅谷村       | 遅谷村                | 南 置 賜 郡 | 遅谷村              | 遅谷村                 | 遅谷村                 | 中津川村                   | 中津川村                         | 中津川村                                 | 中津川村                     | 中津川村                                    | 昭和33年4月1日 飯豊村に編入 即日町制 飯豊町 | 飯豊町                | 飯豊町 |
| 上原村       | 上原村                | 南 置 賜 郡 | 上原村              | 上原村                 | 上原村                 | 中津川村                   | 中津川村                         | 中津川村                                 | 中津川村                     | 中津川村                                    | 昭和33年4月1日 飯豊村に編入 即日町制 飯豊町 | 飯豊町                | 飯豊町 |
| 須郷村       | 須郷村                | 南 置 賜 郡 | 須郷村              | 須郷村                 | 須郷村                 | 中津川村                   | 中津川村                         | 中津川村                                 | 中津川村                     | 中津川村                                    | 昭和33年4月1日 飯豊村に編入 即日町制 飯豊町 | 飯豊町                | 飯豊町 |
| 小坂村       | 小坂村                | 南 置 賜 郡 | 小坂村              | 小坂村                 | 小坂村                 | 中津川村                   | 中津川村                         | 中津川村                                 | 中津川村                     | 中津川村                                    | 昭和33年4月1日 飯豊村に編入 即日町制 飯豊町 | 飯豊町                | 飯豊町 |
| 数馬村       | 数馬村                | 南 置 賜 郡 | 数馬村              | 数馬村                 | 数馬村                 | 中津川村                   | 中津川村                         | 中津川村                                 | 中津川村                     | 中津川村                                    | 昭和33年4月1日 飯豊村に編入 即日町制 飯豊町 | 飯豊町                | 飯豊町 |
| 宇津沢村     | 宇津沢村              | 南 置 賜 郡 | 宇津沢村            | 宇津沢村               | 宇津沢村               | 中津川村                   | 中津川村                         | 中津川村                                 | 中津川村                     | 中津川村                                    | 昭和33年4月1日 飯豊村に編入 即日町制 飯豊町 | 飯豊町                | 飯豊町 |
| 下屋地村     | 下屋地村              | 南 置 賜 郡 | 下屋地村            | 下屋地村               | 下屋地村               | 中津川村                   | 中津川村                         | 中津川村                                 | 中津川村                     | 中津川村                                    | 昭和33年4月1日 飯豊村に編入 即日町制 飯豊町 | 飯豊町                | 飯豊町 |
| 白川村       | 白川村                | 南 置 賜 郡 | 白川村              | 白川村                 | 白川村                 | 中津川村                   | 中津川村                         | 中津川村                                 | 中津川村                     | 中津川村                                    | 昭和33年4月1日 飯豊村に編入 即日町制 飯豊町 | 飯豊町                | 飯豊町 |
| 上屋地村     | 上屋地村              | 南 置 賜 郡 | 上屋地村            | 上屋地村               | 上屋地村               | 中津川村                   | 中津川村                         | 中津川村                                 | 中津川村                     | 中津川村                                    | 昭和33年4月1日 飯豊村に編入 即日町制 飯豊町 | 飯豊町                | 飯豊町 |
| 川内戸村     | 川内戸村              | 南 置 賜 郡 | 川内戸村            | 川内戸村               | 川内戸村               | 中津川村                   | 中津川村                         | 中津川村                                 | 中津川村                     | 中津川村                                    | 昭和33年4月1日 飯豊村に編入 即日町制 飯豊町 | 飯豊町                | 飯豊町 |
| 岩倉村       | 岩倉村                | 南 置 賜 郡 | 岩倉村              | 岩倉村                 | 岩倉村                 | 中津川村                   | 中津川村                         | 中津川村                                 | 中津川村                     | 中津川村                                    | 昭和33年4月1日 飯豊村に編入 即日町制 飯豊町 | 飯豊町                | 飯豊町 |
| 高造路村     | 高造路村              | 南 置 賜 郡 | 高造路村            | 高造路村               | 高造路村               | 中津川村                   | 中津川村                         | 中津川村                                 | 中津川村                     | 中津川村                                    | 昭和33年4月1日 飯豊村に編入 即日町制 飯豊町 | 飯豊町                | 飯豊町 |
| 萩生村       | 萩生村                | 西 置 賜 郡 | 萩生村              | 萩生村                 | 萩生村                 | 豊原村                     | 豊原村                           | 豊原村                                   | 昭和29年10月1日 飯豊村       | 飯豊村                                      | 昭和33年4月1日 町制 飯豊町                  | 飯豊町                | 飯豊町 |
| 中村         | 中村                  | 西 置 賜 郡 | 中村                | 中村                   | 中村                   | 豊原村                     | 豊原村                           | 豊原村                                   | 昭和29年10月1日 飯豊村       | 飯豊村                                      | 昭和33年4月1日 町制 飯豊町                  | 飯豊町                | 飯豊町 |
| 黒沢村       | 黒沢村                | 西 置 賜 郡 | 黒沢村              | 黒沢村                 | 黒沢村                 | 豊原村                     | 豊原村                           | 豊原村                                   | 昭和29年10月1日 飯豊村       | 飯豊村                                      | 昭和33年4月1日 町制 飯豊町                  | 飯豊町                | 飯豊町 |
| 椿村         | 椿村                  | 西 置 賜 郡 | 椿村                | 椿村                   | 椿村                   | 豊原村                     | 豊原村                           | 豊原村                                   | 昭和29年10月1日 飯豊村       | 飯豊村                                      | 昭和33年4月1日 町制 飯豊町                  | 飯豊町                | 飯豊町 |
| 添川村       | 添川村                | 西 置 賜 郡 | 添川村              | 添川村                 | 添川村                 | 添川村                     | 添川村                           | 添川村                                   | 昭和29年10月1日 飯豊村       | 飯豊村                                      | 昭和33年4月1日 町制 飯豊町                  | 飯豊町                | 飯豊町 |
| 手ノ子村     | 手ノ子村              | 西 置 賜 郡 | 手ノ子村            | 手ノ子村               | 手ノ子村               | 豊川村                     | 豊川村                           | 豊川村                                   | 昭和29年10月1日 飯豊村       | 飯豊村                                      | 昭和33年4月1日 町制 飯豊町                  | 飯豊町                | 飯豊町 |
| 松原村       | 松原村                | 西 置 賜 郡 | 松原村              | 松原村                 | 松原村                 | 豊川村                     | 豊川村                           | 豊川村                                   | 昭和29年10月1日 飯豊村       | 飯豊村                                      | 昭和33年4月1日 町制 飯豊町                  | 飯豊町                | 飯豊町 |
| 小白川村     | 小白川村              | 西 置 賜 郡 | 小白川村            | 小白川村               | 小白川村               | 豊川村                     | 豊川村                           | 豊川村                                   | 昭和29年10月1日 飯豊村       | 飯豊村                                      | 昭和33年4月1日 町制 飯豊町                  | 飯豊町                | 飯豊町 |
| 高峰村       | 高峰村                | 西 置 賜 郡 | 高峰村              | 高峰村                 | 高峰村                 | 豊川村                     | 豊川村                           | 豊川村                                   | 昭和29年10月1日 飯豊村       | 飯豊村                                      | 昭和33年4月1日 町制 飯豊町                  | 飯豊町                | 飯豊町 |
| 小国小坂町村 | 小国小坂町村          | 西 置 賜 郡 | 小国小坂町村        | 小国小坂町村           | 小国小坂町村           | 小国本村                   | 小国本村                         | 昭和17年11月3日 町制改称 小国町          | 昭和29年3月31日 小国町       | 小国町                                      | 小国町                                      | 小国町                | 小国町 |
| 小国町村     | 小国町村              | 西 置 賜 郡 | 小国町村            | 小国町村               | 小国町村               | 小国本村                   | 小国本村                         | 昭和17年11月3日 町制改称 小国町          | 昭和29年3月31日 小国町       | 小国町                                      | 小国町                                      | 小国町                | 小国町 |
| 岩井沢村     | 岩井沢村              | 西 置 賜 郡 | 岩井沢村            | 岩井沢村               | 岩井沢村               | 小国本村                   | 小国本村                         | 昭和17年11月3日 町制改称 小国町          | 昭和29年3月31日 小国町       | 小国町                                      | 小国町                                      | 小国町                | 小国町 |
| 黒沢村       | 黒沢村                | 西 置 賜 郡 | 黒沢村              | 黒沢村                 | 黒沢村                 | 小国本村                   | 小国本村                         | 昭和17年11月3日 町制改称 小国町          | 昭和29年3月31日 小国町       | 小国町                                      | 小国町                                      | 小国町                | 小国町 |
| 大滝村       | 大滝村                | 西 置 賜 郡 | 大滝村              | 大滝村                 | 大滝村                 | 小国本村                   | 小国本村                         | 昭和17年11月3日 町制改称 小国町          | 昭和29年3月31日 小国町       | 小国町                                      | 小国町                                      | 小国町                | 小国町 |
| 種沢村       | 種沢村                | 西 置 賜 郡 | 種沢村              | 種沢村                 | 種沢村                 | 小国本村                   | 小国本村                         | 昭和17年11月3日 町制改称 小国町          | 昭和29年3月31日 小国町       | 小国町                                      | 小国町                                      | 小国町                | 小国町 |
| 杉沢村       | 杉沢村                | 西 置 賜 郡 | 杉沢村              | 杉沢村                 | 杉沢村                 | 小国本村                   | 小国本村                         | 昭和17年11月3日 町制改称 小国町          | 昭和29年3月31日 小国町       | 小国町                                      | 小国町                                      | 小国町                | 小国町 |
| 小倉村       | 小倉村                | 西 置 賜 郡 | 小倉村              | 小倉村                 | 小倉村                 | 小国本村                   | 小国本村                         | 昭和17年11月3日 町制改称 小国町          | 昭和29年3月31日 小国町       | 小国町                                      | 小国町                                      | 小国町                | 小国町 |
| 新原村       | 新原村                | 西 置 賜 郡 | 新原村              | 新原村                 | 新原村                 | 小国本村                   | 小国本村                         | 昭和17年11月3日 町制改称 小国町          | 昭和29年3月31日 小国町       | 小国町                                      | 小国町                                      | 小国町                | 小国町 |
| 大宮村       | 大宮村                | 西 置 賜 郡 | 大宮村              | 大宮村                 | 大宮村                 | 小国本村                   | 小国本村                         | 昭和17年11月3日 町制改称 小国町          | 昭和29年3月31日 小国町       | 小国町                                      | 小国町                                      | 小国町                | 小国町 |
| 増岡村       | 増岡村                | 西 置 賜 郡 | 増岡村              | 増岡村                 | 増岡村                 | 小国本村                   | 小国本村                         | 昭和17年11月3日 町制改称 小国町          | 昭和29年3月31日 小国町       | 小国町                                      | 小国町                                      | 小国町                | 小国町 |
| 小渡村       | 小渡村                | 西 置 賜 郡 | 小渡村              | 小渡村                 | 小渡村                 | 小国本村                   | 小国本村                         | 昭和17年11月3日 町制改称 小国町          | 昭和29年3月31日 小国町       | 小国町                                      | 小国町                                      | 小国町                | 小国町 |
| 針生村       | 針生村                | 西 置 賜 郡 | 針生村              | 針生村                 | 針生村                 | 小国本村                   | 小国本村                         | 昭和17年11月3日 町制改称 小国町          | 昭和29年3月31日 小国町       | 小国町                                      | 小国町                                      | 小国町                | 小国町 |
| 新屋敷村     | 新屋敷村              | 西 置 賜 郡 | 新屋敷村            | 新屋敷村               | 新屋敷村               | 小国本村                   | 小国本村                         | 昭和17年11月3日 町制改称 小国町          | 昭和29年3月31日 小国町       | 小国町                                      | 小国町                                      | 小国町                | 小国町 |
| 湯花村       | 湯花村                | 西 置 賜 郡 | 湯花村              | 湯花村                 | 湯花村                 | 小国本村                   | 小国本村                         | 昭和17年11月3日 町制改称 小国町          | 昭和29年3月31日 小国町       | 小国町                                      | 小国町                                      | 小国町                | 小国町 |
| 古田村       | 古田村                | 西 置 賜 郡 | 古田村              | 古田村                 | 古田村                 | 小国本村                   | 小国本村                         | 昭和17年11月3日 町制改称 小国町          | 昭和29年3月31日 小国町       | 小国町                                      | 小国町                                      | 小国町                | 小国町 |
| 若山村       | 若山村                | 西 置 賜 郡 | 若山村              | 若山村                 | 若山村                 | 小国本村                   | 小国本村                         | 昭和17年11月3日 町制改称 小国町          | 昭和29年3月31日 小国町       | 小国町                                      | 小国町                                      | 小国町                | 小国町 |
| 金目村       | 金目村                | 西 置 賜 郡 | 金目村              | 金目村                 | 金目村                 | 小国本村                   | 小国本村                         | 昭和17年11月3日 町制改称 小国町          | 昭和29年3月31日 小国町       | 小国町                                      | 小国町                                      | 小国町                | 小国町 |
| 朝篠村       | 朝篠村                | 西 置 賜 郡 | 朝篠村              | 朝篠村                 | 朝篠村                 | 小国本村                   | 小国本村                         | 昭和17年11月3日 町制改称 小国町          | 昭和29年3月31日 小国町       | 小国町                                      | 小国町                                      | 小国町                | 小国町 |
| 町原村       | 町原村                | 西 置 賜 郡 | 町原村              | 町原村                 | 町原村                 | 小国本村                   | 小国本村                         | 昭和17年11月3日 町制改称 小国町          | 昭和29年3月31日 小国町       | 小国町                                      | 小国町                                      | 小国町                | 小国町 |
| 松岡村       | 松岡村                | 西 置 賜 郡 | 松岡村              | 松岡村                 | 松岡村                 | 小国本村                   | 小国本村                         | 昭和17年11月3日 町制改称 小国町          | 昭和29年3月31日 小国町       | 小国町                                      | 小国町                                      | 小国町                | 小国町 |
| 芹出村       | 芹出村                | 西 置 賜 郡 | 芹出村              | 芹出村                 | 芹出村                 | 小国本村                   | 小国本村                         | 昭和17年11月3日 町制改称 小国町          | 昭和29年3月31日 小国町       | 小国町                                      | 小国町                                      | 小国町                | 小国町 |
| 伊佐領村     | 伊佐領村              | 西 置 賜 郡 | 伊佐領村            | 伊佐領村               | 伊佐領村               | 小国本村                   | 小国本村                         | 昭和17年11月3日 町制改称 小国町          | 昭和29年3月31日 小国町       | 小国町                                      | 小国町                                      | 小国町                | 小国町 |
| 綱木箱口村   | 綱木箱口村            | 西 置 賜 郡 | 綱木箱口村          | 綱木箱口村             | 綱木箱口村             | 小国本村                   | 小国本村                         | 昭和17年11月3日 町制改称 小国町          | 昭和29年3月31日 小国町       | 小国町                                      | 小国町                                      | 小国町                | 小国町 |
| 西村         | 西村                  | 西 置 賜 郡 | 西村                | 西村                   | 西村                   | 小国本村                   | 小国本村                         | 昭和17年11月3日 町制改称 小国町          | 昭和29年3月31日 小国町       | 小国町                                      | 小国町                                      | 小国町                | 小国町 |
| 北村         | 北村                  | 西 置 賜 郡 | 北村                | 北村                   | 北村                   | 小国本村                   | 小国本村                         | 昭和17年11月3日 町制改称 小国町          | 昭和29年3月31日 小国町       | 小国町                                      | 小国町                                      | 小国町                | 小国町 |
| 田沢頭村     | 田沢頭村              | 西 置 賜 郡 | 田沢頭村            | 田沢頭村               | 田沢頭村               | 小国本村                   | 小国本村                         | 昭和17年11月3日 町制改称 小国町          | 昭和29年3月31日 小国町       | 小国町                                      | 小国町                                      | 小国町                | 小国町 |
| 貝少村       | 貝少村                | 西 置 賜 郡 | 貝少村              | 貝少村                 | 貝少村                 | 小国本村                   | 小国本村                         | 昭和17年11月3日 町制改称 小国町          | 昭和29年3月31日 小国町       | 小国町                                      | 小国町                                      | 小国町                | 小国町 |
| 舟渡村       | 舟渡村                | 西 置 賜 郡 | 舟渡村              | 舟渡村                 | 舟渡村                 | 北小国村                   | 北小国村                         | 北小国村                                 | 昭和29年3月31日 小国町       | 小国町                                      | 小国町                                      | 小国町                | 小国町 |
| 網代瀬村     | 網代瀬村              | 西 置 賜 郡 | 網代瀬村            | 網代瀬村               | 網代瀬村               | 北小国村                   | 北小国村                         | 北小国村                                 | 昭和29年3月31日 小国町       | 小国町                                      | 小国町                                      | 小国町                | 小国町 |
| 尻無沢村     | 尻無沢村              | 西 置 賜 郡 | 尻無沢村            | 尻無沢村               | 尻無沢村               | 北小国村                   | 北小国村                         | 北小国村                                 | 昭和29年3月31日 小国町       | 小国町                                      | 小国町                                      | 小国町                | 小国町 |
| 松崎村       | 松崎村                | 西 置 賜 郡 | 松崎村              | 松崎村                 | 松崎村                 | 北小国村                   | 北小国村                         | 北小国村                                 | 昭和29年3月31日 小国町       | 小国町                                      | 小国町                                      | 小国町                | 小国町 |
| 今市村       | 今市村                | 西 置 賜 郡 | 今市村              | 今市村                 | 今市村                 | 北小国村                   | 北小国村                         | 北小国村                                 | 昭和29年3月31日 小国町       | 小国町                                      | 小国町                                      | 小国町                | 小国町 |
| 栃倉村       | 栃倉村                | 西 置 賜 郡 | 栃倉村              | 栃倉村                 | 栃倉村                 | 北小国村                   | 北小国村                         | 北小国村                                 | 昭和29年3月31日 小国町       | 小国町                                      | 小国町                                      | 小国町                | 小国町 |
| 越中里村     | 越中里村              | 西 置 賜 郡 | 越中里村            | 越中里村               | 越中里村               | 北小国村                   | 北小国村                         | 北小国村                                 | 昭和29年3月31日 小国町       | 小国町                                      | 小国町                                      | 小国町                | 小国町 |
| 長沢村       | 長沢村                | 西 置 賜 郡 | 長沢村              | 長沢村                 | 長沢村                 | 北小国村                   | 北小国村                         | 北小国村                                 | 昭和29年3月31日 小国町       | 小国町                                      | 小国町                                      | 小国町                | 小国町 |
| 焼山村       | 焼山村                | 西 置 賜 郡 | 焼山村              | 焼山村                 | 焼山村                 | 北小国村                   | 北小国村                         | 北小国村                                 | 昭和29年3月31日 小国町       | 小国町                                      | 小国町                                      | 小国町                | 小国町 |
| 樋野沢村     | 樋野沢村              | 西 置 賜 郡 | 樋野沢村            | 樋野沢村               | 樋野沢村               | 北小国村                   | 北小国村                         | 北小国村                                 | 昭和29年3月31日 小国町       | 小国町                                      | 小国町                                      | 小国町                | 小国町 |
| 中島村       | 中島村                | 西 置 賜 郡 | 中島村              | 中島村                 | 中島村                 | 北小国村                   | 北小国村                         | 北小国村                                 | 昭和29年3月31日 小国町       | 小国町                                      | 小国町                                      | 小国町                | 小国町 |
| 入折戸村     | 入折戸村              | 西 置 賜 郡 | 入折戸村            | 入折戸村               | 入折戸村               | 北小国村                   | 北小国村                         | 北小国村                                 | 昭和29年3月31日 小国町       | 小国町                                      | 小国町                                      | 小国町                | 小国町 |
| 折戸村       | 折戸村                | 西 置 賜 郡 | 折戸村              | 折戸村                 | 折戸村                 | 北小国村                   | 北小国村                         | 北小国村                                 | 昭和29年3月31日 小国町       | 小国町                                      | 小国町                                      | 小国町                | 小国町 |
| 荒沢村       | 荒沢村                | 西 置 賜 郡 | 荒沢村              | 荒沢村                 | 荒沢村                 | 北小国村                   | 北小国村                         | 北小国村                                 | 昭和29年3月31日 小国町       | 小国町                                      | 小国町                                      | 小国町                | 小国町 |
| 五味沢村     | 五味沢村              | 西 置 賜 郡 | 五味沢村            | 五味沢村               | 五味沢村               | 北小国村                   | 北小国村                         | 北小国村                                 | 昭和29年3月31日 小国町       | 小国町                                      | 小国町                                      | 小国町                | 小国町 |
| 石滝村       | 石滝村                | 西 置 賜 郡 | 石滝村              | 石滝村                 | 石滝村                 | 北小国村                   | 北小国村                         | 北小国村                                 | 昭和29年3月31日 小国町       | 小国町                                      | 小国町                                      | 小国町                | 小国町 |
| 小股村       | 小股村                | 西 置 賜 郡 | 小股村              | 小股村                 | 小股村                 | 北小国村                   | 北小国村                         | 北小国村                                 | 昭和29年3月31日 小国町       | 小国町                                      | 小国町                                      | 小国町                | 小国町 |
| 太鼓沢村     | 太鼓沢村              | 西 置 賜 郡 | 太鼓沢村            | 太鼓沢村               | 太鼓沢村               | 北小国村                   | 北小国村                         | 北小国村                                 | 昭和29年3月31日 小国町       | 小国町                                      | 小国町                                      | 小国町                | 小国町 |
| 驚村         | 驚村                  | 西 置 賜 郡 | 驚村                | 驚村                   | 驚村                   | 北小国村                   | 北小国村                         | 北小国村                                 | 昭和29年3月31日 小国町       | 小国町                                      | 小国町                                      | 小国町                | 小国町 |
| 玉川村       | 玉川村                | 西 置 賜 郡 | 玉川村              | 玉川村                 | 玉川村                 | 南小国村                   | 南小国村                         | 南小国村                                 | 昭和29年3月31日 小国町       | 小国町                                      | 小国町                                      | 小国町                | 小国町 |
| 足野水村     | 足野水村              | 西 置 賜 郡 | 足野水村            | 足野水村               | 足野水村               | 南小国村                   | 南小国村                         | 南小国村                                 | 昭和29年3月31日 小国町       | 小国町                                      | 小国町                                      | 小国町                | 小国町 |
| 市野沢村     | 市野沢村              | 西 置 賜 郡 | 市野沢村            | 市野沢村               | 市野沢村               | 南小国村                   | 南小国村                         | 南小国村                                 | 昭和29年3月31日 小国町       | 小国町                                      | 小国町                                      | 小国町                | 小国町 |
| 百子沢村     | 百子沢村              | 西 置 賜 郡 | 百子沢村            | 百子沢村               | 百子沢村               | 南小国村                   | 南小国村                         | 南小国村                                 | 昭和29年3月31日 小国町       | 小国町                                      | 小国町                                      | 小国町                | 小国町 |
| 菅沼村       | 菅沼村                | 西 置 賜 郡 | 菅沼村              | 菅沼村                 | 菅沼村                 | 南小国村                   | 南小国村                         | 南小国村                                 | 昭和29年3月31日 小国町       | 小国町                                      | 小国町                                      | 小国町                | 小国町 |
| 滝倉村       | 滝倉村                | 西 置 賜 郡 | 滝倉村              | 滝倉村                 | 滝倉村                 | 南小国村                   | 南小国村                         | 南小国村                                 | 昭和29年3月31日 小国町       | 小国町                                      | 小国町                                      | 小国町                | 小国町 |
| 足水中里村   | 足水中里村            | 西 置 賜 郡 | 足水中里村          | 足水中里村             | 足水中里村             | 南小国村                   | 南小国村                         | 南小国村                                 | 昭和29年3月31日 小国町       | 小国町                                      | 小国町                                      | 小国町                | 小国町 |
| 樽口村       | 樽口村                | 西 置 賜 郡 | 樽口村              | 樽口村                 | 樽口村                 | 南小国村                   | 南小国村                         | 南小国村                                 | 昭和29年3月31日 小国町       | 小国町                                      | 小国町                                      | 小国町                | 小国町 |
| 片貝村       | 片貝村                | 西 置 賜 郡 | 片貝村              | 片貝村                 | 片貝村                 | 南小国村                   | 南小国村                         | 南小国村                                 | 昭和29年3月31日 小国町       | 小国町                                      | 小国町                                      | 小国町                | 小国町 |
| 中田山崎村   | 中田山崎村            | 西 置 賜 郡 | 中田山崎村          | 中田山崎村             | 中田山崎村             | 南小国村                   | 南小国村                         | 南小国村                                 | 昭和29年3月31日 小国町       | 小国町                                      | 小国町                                      | 小国町                | 小国町 |
| 玉川中里村   | 玉川中里村            | 西 置 賜 郡 | 玉川中里村          | 玉川中里村             | 玉川中里村             | 南小国村                   | 南小国村                         | 南小国村                                 | 昭和29年3月31日 小国町       | 小国町                                      | 小国町                                      | 小国町                | 小国町 |
| 泉岡村       | 泉岡村                | 西 置 賜 郡 | 泉岡村              | 泉岡村                 | 泉岡村                 | 南小国村                   | 南小国村                         | 南小国村                                 | 昭和29年3月31日 小国町       | 小国町                                      | 小国町                                      | 小国町                | 小国町 |
| 小玉川村     | 小玉川村              | 西 置 賜 郡 | 小玉川村            | 小玉川村               | 小玉川村               | 南小国村                   | 南小国村                         | 南小国村                                 | 昭和29年3月31日 小国町       | 小国町                                      | 小国町                                      | 小国町                | 小国町 |
| 市野々村     | 市野々村              | 西 置 賜 郡 | 市野々村            | 市野々村               | 市野々村               | 津川村                     | 津川村                           | 津川村                                   | 津川村                       | 津川村                                      | 昭和35年8月1日 小国町に編入                 | 小国町                | 小国町 |
| 白子沢村     | 白子沢村              | 西 置 賜 郡 | 白子沢村            | 明治14年 白子沢村      | 明治14年 白子沢村      | 津川村                     | 津川村                           | 津川村                                   | 津川村                       | 津川村                                      | 昭和35年8月1日 小国町に編入                 | 小国町                | 小国町 |
| 小白子沢村   | 小白子沢村            | 西 置 賜 郡 | 小白子沢村          | 明治14年 白子沢村      | 明治14年 白子沢村      | 津川村                     | 津川村                           | 津川村                                   | 津川村                       | 津川村                                      | 昭和35年8月1日 小国町に編入                 | 小国町                | 小国町 |
| 森残村       | 森残村                | 西 置 賜 郡 | 森残村              | 明治14年 白子沢村      | 明治14年 白子沢村      | 津川村                     | 津川村                           | 津川村                                   | 津川村                       | 津川村                                      | 昭和35年8月1日 小国町に編入                 | 小国町                | 小国町 |
| 叶水村       | 叶水村                | 西 置 賜 郡 | 叶水村              | 叶水村                 | 叶水村                 | 津川村                     | 津川村                           | 津川村                                   | 津川村                       | 津川村                                      | 昭和35年8月1日 小国町に編入                 | 小国町                | 小国町 |
| 大石沢村     | 大石沢村              | 西 置 賜 郡 | 大石沢村            | 大石沢村               | 大石沢村               | 津川村                     | 津川村                           | 津川村                                   | 津川村                       | 津川村                                      | 昭和35年8月1日 小国町に編入                 | 小国町                | 小国町 |
| 新股村       | 新股村                | 西 置 賜 郡 | 新股村              | 新股村                 | 新股村                 | 津川村                     | 津川村                           | 津川村                                   | 津川村                       | 津川村                                      | 昭和35年8月1日 小国町に編入                 | 小国町                | 小国町 |
| 河原角村     | 河原角村              | 西 置 賜 郡 | 河原角村            | 河原角村               | 河原角村               | 津川村                     | 津川村                           | 津川村                                   | 津川村                       | 津川村                                      | 昭和35年8月1日 小国町に編入                 | 小国町                | 小国町 |
| 西滝村       | 西滝村                | 西 置 賜 郡 | 西滝村              | 西滝村                 | 西滝村                 | 津川村                     | 津川村                           | 津川村                                   | 津川村                       | 津川村                                      | 昭和35年8月1日 小国町に編入                 | 小国町                | 小国町 |
| 東滝村       | 東滝村                | 西 置 賜 郡 | 東滝村              | 東滝村                 | 東滝村                 | 津川村                     | 津川村                           | 津川村                                   | 津川村                       | 津川村                                      | 昭和35年8月1日 小国町に編入                 | 小国町                | 小国町 |
| 沼沢村       | 沼沢村                | 西 置 賜 郡 | 沼沢村              | 沼沢村                 | 沼沢村                 | 津川村                     | 津川村                           | 津川村                                   | 津川村                       | 津川村                                      | 昭和35年8月1日 小国町に編入                 | 小国町                | 小国町 |
| 宮村         | 宮村                  | 西 置 賜 郡 | 宮村                | 宮村                   | 宮村                   | 長井町                     | 長井町                           | 長井町                                   | 昭和29年11月15日 長井市      | 長井市                                      | 長井市                                      | 長井市                | 長井市 |
| 小出村       | 小出村                | 西 置 賜 郡 | 小出村              | 小出村                 | 小出村                 | 長井町                     | 長井町                           | 長井町                                   | 昭和29年11月15日 長井市      | 長井市                                      | 長井市                                      | 長井市                | 長井市 |
| 成田村       | 成田村                | 西 置 賜 郡 | 成田村              | 成田村                 | 成田村                 | 長井村                     | 長井村                           | 長井村                                   | 昭和29年11月15日 長井市      | 長井市                                      | 長井市                                      | 長井市                | 長井市 |
| 五十川村     | 五十川村              | 西 置 賜 郡 | 五十川村            | 五十川村               | 五十川村               | 長井村                     | 長井村                           | 長井村                                   | 昭和29年11月15日 長井市      | 長井市                                      | 長井市                                      | 長井市                | 長井市 |
| 白兎村       | 白兎村                | 西 置 賜 郡 | 白兎村              | 白兎村                 | 白兎村                 | 長井村                     | 長井村                           | 長井村                                   | 昭和29年11月15日 長井市      | 長井市                                      | 長井市                                      | 長井市                | 長井市 |
| 森村         | 森村                  | 西 置 賜 郡 | 森村                | 森村                   | 森村                   | 長井村                     | 長井村                           | 長井村                                   | 昭和29年11月15日 長井市      | 長井市                                      | 長井市                                      | 長井市                | 長井市 |
| 九野本村     | 九野本村              | 西 置 賜 郡 | 九野本村            | 九野本村               | 九野本村               | 平野村                     | 平野村                           | 平野村                                   | 昭和29年11月15日 長井市      | 長井市                                      | 長井市                                      | 長井市                | 長井市 |
| 平山村       | 平山村                | 西 置 賜 郡 | 平山村              | 平山村                 | 平山村                 | 平野村                     | 平野村                           | 平野村                                   | 昭和29年11月15日 長井市      | 長井市                                      | 長井市                                      | 長井市                | 長井市 |
| 草岡村       | 草岡村                | 西 置 賜 郡 | 草岡村              | 草岡村                 | 草岡村                 | 西根村                     | 西根村                           | 西根村                                   | 昭和29年11月15日 長井市      | 長井市                                      | 長井市                                      | 長井市                | 長井市 |
| 勧進代村     | 勧進代村              | 西 置 賜 郡 | 勧進代村            | 勧進代村               | 勧進代村               | 西根村                     | 西根村                           | 西根村                                   | 昭和29年11月15日 長井市      | 長井市                                      | 長井市                                      | 長井市                | 長井市 |
| 河原沢村     | 河原沢村              | 西 置 賜 郡 | 河原沢村            | 河原沢村               | 河原沢村               | 西根村                     | 西根村                           | 西根村                                   | 昭和29年11月15日 長井市      | 長井市                                      | 長井市                                      | 長井市                | 長井市 |
| 寺泉村       | 寺泉村                | 西 置 賜 郡 | 寺泉村              | 寺泉村                 | 寺泉村                 | 西根村                     | 西根村                           | 西根村                                   | 昭和29年11月15日 長井市      | 長井市                                      | 長井市                                      | 長井市                | 長井市 |
| 泉村         | 泉村                  | 西 置 賜 郡 | 泉村                | 泉村                   | 泉村                   | 西置賜郡 豊田村            | 豊田村                           | 豊田村                                   | 昭和29年11月15日 長井市      | 長井市                                      | 長井市                                      | 長井市                | 長井市 |
| 時庭村       | 時庭村                | 西 置 賜 郡 | 時庭村              | 時庭村                 | 時庭村                 | 西置賜郡 豊田村            | 豊田村                           | 豊田村                                   | 昭和29年11月15日 長井市      | 長井市                                      | 長井市                                      | 長井市                | 長井市 |
| 今泉村       | 今泉村                | 東 置 賜 郡 | 今泉村              | 今泉村                 | 今泉村                 | 西置賜郡 豊田村            | 豊田村                           | 豊田村                                   | 昭和29年11月15日 長井市      | 長井市                                      | 長井市                                      | 長井市                | 長井市 |
| 歌丸村       | 歌丸村                | 東 置 賜 郡 | 歌丸村              | 歌丸村                 | 歌丸村                 | 西置賜郡 豊田村            | 豊田村                           | 豊田村                                   | 昭和29年11月15日 長井市      | 長井市                                      | 長井市                                      | 長井市                | 長井市 |
| 河井村       | 河井村                | 東 置 賜 郡 | 河井村              | 河井村                 | 河井村                 | 西置賜郡 豊田村            | 豊田村                           | 豊田村                                   | 昭和29年11月15日 長井市      | 長井市                                      | 長井市                                      | 長井市                | 長井市 |
| 伊佐沢村     | 伊佐沢村              | 東 置 賜 郡 | 伊佐沢村            | 明治14年 伊佐沢村      | 明治14年 伊佐沢村      | 伊佐沢村                   | 伊佐沢村                         | 昭和23年4月1日 所属変更 西置賜郡伊佐沢村 | 昭和29年11月15日 長井市      | 長井市                                      | 長井市                                      | 長井市                | 長井市 |
| 下伊佐沢村   | 下伊佐沢村            | 東 置 賜 郡 | 下伊佐沢村          | 明治14年 伊佐沢村      | 明治14年 伊佐沢村      | 伊佐沢村                   | 伊佐沢村                         | 昭和23年4月1日 所属変更 西置賜郡伊佐沢村 | 昭和29年11月15日 長井市      | 長井市                                      | 長井市                                      | 長井市                | 長井市 |
| 芦沢村       | 芦沢村                | 東 置 賜 郡 | 芦沢村              | 明治14年 伊佐沢村      | 明治14年 伊佐沢村      | 伊佐沢村                   | 伊佐沢村                         | 昭和23年4月1日 所属変更 西置賜郡伊佐沢村 | 昭和29年11月15日 長井市      | 長井市                                      | 長井市                                      | 長井市                | 長井市 |
| 上伊佐沢村   | 明治8年 上伊佐沢村    | 東 置 賜 郡 | 上伊佐沢村          | 上伊佐沢村             | 上伊佐沢村             | 伊佐沢村                   | 伊佐沢村                         | 昭和23年4月1日 所属変更 西置賜郡伊佐沢村 | 昭和29年11月15日 長井市      | 長井市                                      | 長井市                                      | 長井市                | 長井市 |
| 大石村       | 明治8年 上伊佐沢村    | 東 置 賜 郡 | 上伊佐沢村          | 上伊佐沢村             | 上伊佐沢村             | 伊佐沢村                   | 伊佐沢村                         | 昭和23年4月1日 所属変更 西置賜郡伊佐沢村 | 昭和29年11月15日 長井市      | 長井市                                      | 長井市                                      | 長井市                | 長井市 |
| 石那田村     | 石那田村              | 西 置 賜 郡 | 石那田村            | 石那田村               | 石那田村               | 荒砥村                     | 明治23年12月3日 町制 荒砥町      | 荒砥町                                   | 昭和29年10月1日 白鷹町       | 白鷹町                                      | 白鷹町                                      | 白鷹町                | 白鷹町 |
| 馬場村       | 馬場村                | 西 置 賜 郡 | 馬場村              | 馬場村                 | 馬場村                 | 荒砥村                     | 明治23年12月3日 町制 荒砥町      | 荒砥町                                   | 昭和29年10月1日 白鷹町       | 白鷹町                                      | 白鷹町                                      | 白鷹町                | 白鷹町 |
| 菖蒲村       | 菖蒲村                | 西 置 賜 郡 | 菖蒲村              | 菖蒲村                 | 菖蒲村                 | 荒砥村                     | 明治23年12月3日 町制 荒砥町      | 荒砥町                                   | 昭和29年10月1日 白鷹町       | 白鷹町                                      | 白鷹町                                      | 白鷹町                | 白鷹町 |
| 下山村       | 下山村                | 西 置 賜 郡 | 下山村              | 下山村                 | 下山村                 | 荒砥村                     | 明治23年12月3日 町制 荒砥町      | 荒砥町                                   | 昭和29年10月1日 白鷹町       | 白鷹町                                      | 白鷹町                                      | 白鷹町                | 白鷹町 |
| 佐野原村     | 佐野原村              | 西 置 賜 郡 | 佐野原村            | 佐野原村               | 佐野原村               | 荒砥村                     | 明治23年12月3日 町制 荒砥町      | 荒砥町                                   | 昭和29年10月1日 白鷹町       | 白鷹町                                      | 白鷹町                                      | 白鷹町                | 白鷹町 |
| 大瀬村       | 大瀬村                | 西 置 賜 郡 | 大瀬村              | 大瀬村                 | 大瀬村                 | 荒砥村                     | 明治23年12月3日 町制 荒砥町      | 荒砥町                                   | 昭和29年10月1日 白鷹町       | 白鷹町                                      | 白鷹町                                      | 白鷹町                | 白鷹町 |
| 萩野村       | 萩野村                | 西 置 賜 郡 | 萩野村              | 萩野村                 | 萩野村                 | 白鷹村                     | 白鷹村                           | 白鷹村                                   | 昭和29年10月1日 白鷹町       | 白鷹町                                      | 白鷹町                                      | 白鷹町                | 白鷹町 |
| 滝野村       | 滝野村                | 西 置 賜 郡 | 滝野村              | 滝野村                 | 滝野村                 | 白鷹村                     | 白鷹村                           | 白鷹村                                   | 昭和29年10月1日 白鷹町       | 白鷹町                                      | 白鷹町                                      | 白鷹町                | 白鷹町 |
| 中山         | 中山                  | 西 置 賜 郡 | 中山                | 中山                   | 中山                   | 白鷹村                     | 白鷹村                           | 白鷹村                                   | 昭和29年10月1日 白鷹町       | 白鷹町                                      | 白鷹町                                      | 白鷹町                | 白鷹町 |
| 十王村       | 十王村                | 西 置 賜 郡 | 十王村              | 十王村                 | 十王村                 | 白鷹村                     | 明治25年6月1日 分立 十王村       | 十王村                                   | 昭和29年10月1日 白鷹町       | 白鷹町                                      | 白鷹町                                      | 白鷹町                | 白鷹町 |
| 浅立村       | 浅立村                | 西 置 賜 郡 | 浅立村              | 浅立村                 | 浅立村                 | 東根村                     | 東根村                           | 東根村                                   | 昭和29年10月1日 白鷹町       | 白鷹町                                      | 白鷹町                                      | 白鷹町                | 白鷹町 |
| 広野村       | 広野村                | 西 置 賜 郡 | 広野村              | 広野村                 | 広野村                 | 東根村                     | 東根村                           | 東根村                                   | 昭和29年10月1日 白鷹町       | 白鷹町                                      | 白鷹町                                      | 白鷹町                | 白鷹町 |
| 畔藤村       | 畔藤村                | 西 置 賜 郡 | 畔藤村              | 畔藤村                 | 畔藤村                 | 東根村                     | 東根村                           | 東根村                                   | 昭和29年10月1日 白鷹町       | 白鷹町                                      | 白鷹町                                      | 白鷹町                | 白鷹町 |
| 鮎貝村       | 鮎貝村                | 西 置 賜 郡 | 鮎貝村              | 明治14年 鮎貝村        | 明治14年 鮎貝村        | 鮎貝村                     | 鮎貝村                           | 鮎貝村                                   | 昭和29年10月1日 白鷹町       | 白鷹町                                      | 白鷹町                                      | 白鷹町                | 白鷹町 |
| 箕和田村     | 箕和田村              | 西 置 賜 郡 | 箕和田村            | 明治14年 鮎貝村        | 明治14年 鮎貝村        | 鮎貝村                     | 鮎貝村                           | 鮎貝村                                   | 昭和29年10月1日 白鷹町       | 白鷹町                                      | 白鷹町                                      | 白鷹町                | 白鷹町 |
| 高岡村       | 高岡村                | 西 置 賜 郡 | 高岡村              | 高岡村                 | 高岡村                 | 鮎貝村                     | 鮎貝村                           | 鮎貝村                                   | 昭和29年10月1日 白鷹町       | 白鷹町                                      | 白鷹町                                      | 白鷹町                | 白鷹町 |
| 深山村       | 深山村                | 西 置 賜 郡 | 深山村              | 深山村                 | 深山村                 | 鮎貝村                     | 鮎貝村                           | 鮎貝村                                   | 昭和29年10月1日 白鷹町       | 白鷹町                                      | 白鷹町                                      | 白鷹町                | 白鷹町 |
| 栃窪村       | 栃窪村                | 西 置 賜 郡 | 栃窪村              | 栃窪村                 | 栃窪村                 | 鮎貝村                     | 鮎貝村                           | 鮎貝村                                   | 昭和29年10月1日 白鷹町       | 白鷹町                                      | 白鷹町                                      | 白鷹町                | 白鷹町 |
| 黒鴨村       | 黒鴨村                | 西 置 賜 郡 | 黒鴨村              | 黒鴨村                 | 黒鴨村                 | 鮎貝村                     | 鮎貝村                           | 鮎貝村                                   | 昭和29年10月1日 白鷹町       | 白鷹町                                      | 白鷹町                                      | 白鷹町                | 白鷹町 |
| 田尻村       | 田尻村                | 西 置 賜 郡 | 田尻村              | 明治12年 横田尻村      | 明治12年 横田尻村      | 蚕桑村                     | 蚕桑村                           | 蚕桑村                                   | 昭和29年10月1日 白鷹町       | 白鷹町                                      | 白鷹町                                      | 白鷹町                | 白鷹町 |
| 横越村       | 横越村                | 西 置 賜 郡 | 横越村              | 明治12年 横田尻村      | 明治12年 横田尻村      | 蚕桑村                     | 蚕桑村                           | 蚕桑村                                   | 昭和29年10月1日 白鷹町       | 白鷹町                                      | 白鷹町                                      | 白鷹町                | 白鷹町 |
| 山口村       | 山口村                | 西 置 賜 郡 | 山口村              | 山口村                 | 山口村                 | 蚕桑村                     | 蚕桑村                           | 蚕桑村                                   | 昭和29年10月1日 白鷹町       | 白鷹町                                      | 白鷹町                                      | 白鷹町                | 白鷹町 |
| 高玉村       | 高玉村                | 西 置 賜 郡 | 高玉村              | 高玉村                 | 高玉村                 | 蚕桑村                     | 蚕桑村                           | 蚕桑村                                   | 昭和29年10月1日 白鷹町       | 白鷹町                                      | 白鷹町                                      | 白鷹町                | 白鷹町 |
| 村山郡針生村 | 村山郡針生村          | 西 村 山 郡 | 針生村              | 針生村                 | 針生村                 | 東五百川村の一部           | 東五百川村の一部                 | 昭和3年4月1日 町制改称 宮宿町の一部      | 昭和29年11月1日 朝日町の一部 | 昭和30年10月1日 白鷹町に編入                | 白鷹町                                      | 白鷹町                | 白鷹町 |

## 都市圏

### 都市圏の変遷
都市雇用圏（10% 通勤圏）の人口は、米沢都市圏が約17万人、長井都市圏が約5万人、（2010年国勢調査基準）。以下の3市5町は、置賜地方を構成する全ての自治体であり、置賜総合支庁が管轄している。
- 10% 通勤圏に入っていない町村は、各統計年の欄で灰色かつ「-」で示す。

| 自治体 ('80) | 1980年                 | 1990年                 | 1995年                 | 2000年                 | 2005年                 | 2010年                 | 自治体 （現在） |
| ------------ | ---------------------- | ---------------------- | ---------------------- | ---------------------- | ---------------------- | ---------------------- | --------------- |
| 小国町       | -                      | -                      | -                      | -                      | -                      | -                      | 小国町          |
| 白鷹町       | 長井 都市圏 6万2325人  | 長井 都市圏 6万1252人  | 長井 都市圏 5万9971人  | 長井 都市圏 5万8340人  | 長井 都市圏 5万5883人  | 長井 都市圏 5万2730人  | 白鷹町          |
| 飯豊町       | 長井 都市圏 6万2325人  | 長井 都市圏 6万1252人  | 長井 都市圏 5万9971人  | 長井 都市圏 5万8340人  | 長井 都市圏 5万5883人  | 長井 都市圏 5万2730人  | 飯豊町          |
| 長井市       | 長井 都市圏 6万2325人  | 長井 都市圏 6万1252人  | 長井 都市圏 5万9971人  | 長井 都市圏 5万8340人  | 長井 都市圏 5万5883人  | 長井 都市圏 5万2730人  | 長井市          |
| 南陽市       | 南陽 都市圏 3万6682人  | 南陽 都市圏 3万6971人  | 南陽 都市圏 3万6810人  | 南陽 都市圏 3万6189人  | 米沢 都市圏 17万3163人 | 米沢 都市圏 16万5397人 | 南陽市          |
| 川西町       | 米沢 都市圏 14万2686人 | 米沢 都市圏 14万3816人 | 米沢 都市圏 14万3315人 | 米沢 都市圏 14万1889人 | 米沢 都市圏 17万3163人 | 米沢 都市圏 16万5397人 | 川西町          |
| 高畠町       | 米沢 都市圏 14万2686人 | 米沢 都市圏 14万3816人 | 米沢 都市圏 14万3315人 | 米沢 都市圏 14万1889人 | 米沢 都市圏 17万3163人 | 米沢 都市圏 16万5397人 | 高畠町          |
| 米沢市       | 米沢 都市圏 14万2686人 | 米沢 都市圏 14万3816人 | 米沢 都市圏 14万3315人 | 米沢 都市圏 14万1889人 | 米沢 都市圏 17万3163人 | 米沢 都市圏 16万5397人 | 米沢市          |

## 文化、地域
江戸時代を通じて、上杉氏の米沢藩がほぼ全域を領有したため、独特の郷土料理や方言などの藩政文化が育まれた。山形県内は、自然障壁が多く、多数の藩に分かれていたため、地域によって異なる文化を持っており、現在も県内を4つの地方に分割して支庁を置いている（→山形県）。
周囲の地方のうち、特に山形新幹線・奥羽本線で繋がっている山形市および福島市との結びつきが強い。近年は、米沢市と仙台市との間で高速バスが運行されるようになった（→仙台 - 米沢線）。
観光面では、飯豊山地を挟んで南北に接する会津地方と合同で観光ガイドを出す場合がある。江戸時代の風情が残る城下町の米沢・会津若松・喜多方、米沢側の山中にある白布温泉と会津側の裏磐梯など、観光資源の共通項が多いことと、両地域を結ぶ国道121号や山岳観光道路が整備されたためである。